# Гражданские войны в Аргентине
Гражданские войны в Аргентине — период истории Аргентины с 1814 по 1880 год, когда в стране одна за другой шли гражданские войны. Эти конфликты отделяются от войны за независимость Аргентины, хотя первая из гражданских войн началась ещё в тот период.
С географической точки зрения противниками были обычно провинция Буэнос-Айрес с одной стороны, и остальные провинции Аргентины — с другой; с политической точки зрения войны шли между теми, кто стоял за унитарное централизованное государство, и теми, кто стоял за федеральное децентрализованное государство. Обычной причиной конфликта было стремление властей Буэнос-Айреса к централизации и использование ими того, что порт Буэнос-Айреса был единственной возможностью вести внешнюю торговлю.

## Восстание федералистов на побережье

### Противостояние Артигаса и Директории
В 1811 году португальцы вторглись в Восточную полосу и принудили Хосе Хервасио Артигаса снять осаду Монтевидео. Хунта Буэнос-Айреса заключила с испанским вице-королём Ла-Платы Франсиско Хавьером де Элио официальное перемирие, признав его правителем Восточной полосы и половины Энтре-Риос. Когда предательство буэносайресцев стало очевидно, Артигас организовал «Исход уругвайского народа», выведя огромное количество своих сторонников в провинцию Энтре-Риос. После того, как война против роялистов в Монтевидео возобновилась, правивший в Буэнос-Айресе Триумвират поставил во главе армии Восточной полосы Мануэля де Сарратеу. Сарратеа попытался заставить Артигаса вернуться к Монтевидео, но тот отказался ему подчиняться, и возобновил боевые действия лишь после того, как Сарратеу заменили на Хосе Рондо.
Пришедший к власти осенью 1812 года новый Триумвират созвал Ассамблею, которая должна была определить будущее устройство страны. Делегаты Артигаса получили инструкции настаивать на автономии Восточной полосы, но власти предпочитали строить унитарное государство, и Ассамблея, где доминировала ложа «Лаутаро», отвергла их. Узнав об этом, Артигас в январе 1814 года прекратил участие в осаде Монтевидео и ушёл со своими людьми.
Так началась первая гражданская война в истории независимой Аргентины. Вскоре после ухода Артигаса восстала провинция Энтре-Риос, и в результате сражения при Эспинильо получила автономию, после чего на сторону федералистов встали провинции Мисьонес и Корриентес. Хенаро Перугорриа смог ненадолго вернуть Корриентес под власть унитаристов, но потерпел поражение и был расстрелян.
Боевые действия переместились в Восточную полосу, где генерал Карлос Мария де Альвеар разгромил Фернандо Оторгеса, а Мануэль Доррего победил самого Артигаса в сражении при Мармарахе. Однако после сражении при Гаябосе 10 января 1815 года вся Восточная полоса перешла в руки федералистов. Альвеар, ставший новым Верховным правителем, сдал Монтевидео федералистам и предложил Восточной полосе независимость, но его предложение было отвергнуто.
В марте произошло восстание федералистов в Санта-Фе, где в результате к власти пришло правительство во главе с Франсиско Кандиоти. Альвеар отправил против него экспедицию, но её глава Игнасио Альварес восстал против властей, пришёл к соглашению с федералистами и сверг Верховного правителя. Новым Верховным правителем был избран генерал Хосе Рондо, но так как в это время он воевал в Верхнем Перу, то Игнасио Альварес был объявлен его представителем. Было решено распустить как Ассамблею, так и Ложу, и созвать Тукуманский конгресс.

### Федерализм во внутренних областях страны
Переход провинции Кордова на сторону федералистов прошёл бескровно: 29 марта губернатор Франсиско Ортис де Окампо ушёл в отставку, и на его место был избран Хосе Хавьер Диас. Диас объявил себя союзником Артигаса, но не порвал с Директорией, и отправил делегатов на Тукуманский конгресс. Также Диас объявил о возвращении территории Ла-Риохи под контроль Кордовы, но городской совет Ла-Риохи отказался ему подчиняться, и провинция осталась на стороне Директории.
Провинция Сальта получила независимость, когда 6 мая 1815 года местный совет избрал губернатором Мартина Мигеля де Гуэмеса — командира гаучо, защищавших северную границу. Он не только восстал против власти Рондо, но и захватил оружие, предназначенное для Армии Севера, и не пустил к ней подкрепления. Когда после поражения при Сипе-Сипе Рондо отступил в Сальту, то он объявил Гуэмеса предателем. Однако Рондо пришлось подписать соглашение, признающее Гуэмеса губернатором Сальто и передающее в его руки охрану северной границы. Это стоило Рондо поста Верховного директора; поражение при Сипе-Сипе также привело к тому, что на посту командующего Армией Севера он был заменён на Мануэля Бельграно. Гуэмес никогда не вступал в союз с Артигасом.
В провинции Сантьяго-дель-Эстеро произошло два восстания федералистов, возглавляемых полковником Хуаном Франсиско Борхесом, протестовавшим против участия провинции в Тукуманском конгрессе. 4 сентября 1815 года он провозгласил себя губернатором и попытался взять под контроль столицу провинции, но четыре дня спустя потерпел поражение и был взят в плен. Он смог бежать и, вернувшись в провинцию, 10 декабря 1816 года поднял восстание вновь, объявив автономию провинции и союз с Артигасом. Однако он вновь потерпел поражение, и в начале 1817 года был расстрелян.
Если переход провинции Кордова на сторону федералистов прошёл бескровно, то завершился он вооружёнными столкновениями: глава городской милиции Хуан Пабло Бульнес восстал против Диаса и обвинил его в соглашении с Директорией. Бульнес победил Диаса и вынудил его уйти в отставку, но взамен согласился на назначенного Верховным директором губернатора Амбросио Фунеса, который был тестем Бульнеса. В марте Бульнес восстал вновь, и опять согласился на назначенного Верховным директором Пуэйреддоном губернатора — Мануэля Антонио Кастро.
На юге в поддержку федерализма восставало ряд местных военных, включая Фелипе Альвареса, восстание которого длилось три года и вынудило послать против него дивизию Армии Севера во главе с полковником Хуаном Баутистой Бустосом.

### «Лига свободных людей»

Соединённые провинции Рио-де-ла-Платы в 1816 году; провинции, вошедшие в Федеральную Лигу, закрашены красным, а провинции, участвовавшие в Тукуманском конгрессе — синим

В начале 1816 года городская и сельская милиция провинции Санта-Фе восстала, и 31 марта губернатором провинции был избран Мариано Вера. Альварес отправил войска против Веры, но командир авангарда пришёл к соглашению с Верой и вернулся, что привело к отставке Верховного правителя. Новым Верховным правителем страны стал Хуан Мартин де Пуэйрредон. Он потребовал от провинции Санта-Фе покориться, но предложение было отвергнуто. В результате представители Провинций Побережья не принимали участия в принятии Декларации независимости. Пуэйрредон предпринял четвёртое вторжение в Санта-Фе и на 25 дней занял столицу провинции, однако в 1817 году никаких боевых действий не последовало.
В Восточной провинции Артигас сумел создать работающее демократическое правительство, которое провело социальные реформы. Однако в середине 1816 года Соединённое королевство Португалии, Бразилии и Алгарве осуществило вторжение в Восточную провинцию. Пуэйрредон согласился предоставить помощь для отражения вторжения лишь при условии, что Восточная провинция признает Тукуманский конгресс. Артигас, узнав о переговорах, выступил резко против того, чтобы отказаться от всего, за что он боролся, и тогда центральное правительство умыло руки, предоставив мятежной провинции разбираться с иностранным вторжением в одиночку. В середине 1817 года португальцы взяли Монтевидео.
Разозлённый политикой центрального правительства, Артигас 13 ноября 1817 года объявил войну Буэнос-Айресу. Франсиско Рамирес, контролировавший провинцию Энтре-Риос и прилегающие земли, выступил на стороне Артигаса и разгромил посланные против него войска центрального правительства.
В провинции Корриентес происходили столкновения между отрядами федералистов, выделенных для оккупации столицы провинции крёстным сыном Артигаса Андресом Гасурари, и моряками Питера Кэмпбелла.
Губернатор провинции Санта-Фе Мариано Вера был в июле 1818 года свергнут сторонниками Артигаса, но так как они не смогли сформировать правительства, то командир сельской милиции Эстанислао Лопес 23 июля занял столицу провинции и провозгласил губернатором себя. В конце 1818 года Пуэйрредон послал пятитысячную армию под командованием Хуана Рамона Балькарсе, чтобы занять столицу провинции Санта-Фе, но тот не смог этого сделать. Лопес вынудил Балькарсе эвакуировать Росарио, и тот в отместку сжёг город. Вскоре после этого напасть на Санта-Фе попробовал генерал Виамонте, но Лопес отразил и это нападение.

## «Анархия 20-х годов»

### Сражение при Сепеде и Договор в Пиларе
В июне 1819 года Конгресс избрал Хосе Рондо Верховным директором страны, и тот попросил у португальцев помощи в борьбе с федералистами. Также Рондо потребовал, чтобы Хосе де Сан-Мартин вернул армию из Чили для атаки на Санта-Фе, но тот открыто отказался. Тогда для атаки на Санта-Фе была отправлена Армия Севера под командованием Франсиско Фернандеса де ла Круса, но прибыв в Арекито она подняла мятеж и отказалась участвовать в гражданской войне. Вскоре губернатором Кордовы был избран Хуан Баутиста Бустос, в результате чего федералисты в Кордове оказались лишены власти.
Незадолго до этого, 11 ноября 1819 года, был свергнут губернатор провинции Тукуман, и его место занял Бернабе Араос. Почти одновременно с мятежом в Арекито, в провинции Сан-Хуан подняла мятеж Андская армия, что стало началом процесса распада провинции Куйо.
В конце января 1820 года Франсиско Рамирес и Эстанислао Лопес вторглись в провинцию Буэнос-Айрес, и разбили Рондо в сражении при Сепеде. Это привело к роспуску созданного в 1813 году в Тукумане Конгресса и отставке Рондо. Новым губернатором провинции Буэнос-Айрес был избран Мануэль де Сарратеа, который подписал в Пиларе договор с лидерами федералистов. Каждая провинция провозглашалась суверенной, национальное правительство ликвидировалось, и провозглашалась необходимость созыва конгресса для выработки Конституции. Секретные статьи предусматривали передачу оружия армиям федералистов.
Генерал Балькарсе сверг Сарратеу, и стал губернатором сам, но неделю спустя его вынудили подать в отставку. Лопес и Рамирес вернулись в свои провинции, и в их отсутствие Сарратеу на посту губернатора провинции Буэнос-Айрес сменил Ильдефонсо Рамос Мехиа.
Рамирес и Лопес подписали договор в Пиларе как автономные губернаторы, но не как подчинённые Артигаса, сам же Артигас за несколько дней до этого потерпел поражение от португальцев в сражении при Такуарембо, и был вынужден отступить из Восточной провинции в провинцию Корриентес. Артигас не признал договора в Пиларе, который оставил его в стороне и откладывал на неопределённый срок освобождение его Восточной провинции. Обвинив Рамиреса в предательстве, он начал войну против него, однако потерпел поражение. В итоге основатель федералистского движения в Аргентине был вынужден бежать в Парагвай и оставить политику.
29 сентября 1820 года Рамирес провозгласил Республику Энтре-Риос.

### Новая война на побережье
Лопес вместе с Альвеаром и чилийским генералом Каррерой вновь вторглись в провинцию Буэнос-Айрес во главе 1200 человек. Ставший губернатором провинции генерал Мигель Солер попытался им противостоять, но был разбит в сражении при Каньяда-де-ла-Крус 28 июня 1820 года.
Солера на посту губернатора сменил Мануэль Доррего, который оказался более удачлив: он смог победить Альвеара и Карреру в сражении при Сан-Николас-де-лос-Арройос, а затем и самого Лопеса в сражении при Павоне. Однако после того, как его оставили Мартин Родригес и Хуан Мануэль де Росас, он был полностью разгромлен 2 сентября в сражении при Гамонале. Мартин Родригес при помощи Росаса стал новым губернатором Буэнос-Айреса, и подавил мятеж, который попытался поднять полковник Мануэль Пагола.
Тем временем Каррера присоединился к индейцам, грабящим мелкие городки в провинции, чтобы собрать средства для возвращения в Чили, где он намеревался свергнуть О’Хиггинса. В ответ губернатор Родригес начал кампанию против индейцев, проживавших на юге провинции, которые не имели ничего общего с этими грабежами. Когда он вернулся — то при посредничестве Бустаса Родригес и Лопес подписали 24 ноября Договор в Бенегасе, предусматривавший созыв конституционного конгресса в Кордове.
Разъярённый тем, что его оставили за рамками договора в Бенегасе, Рамирес решил напасть на Буэнос-Айрес, но вначале вторгся в Санта-Фе. Он пересёк реку Парана и остановился в Коронде, ожидая, когда к нему присоединится полковник Лусио Норберто Мансилья. Однако оказалось, что Мансилья предал его, и отступил в провинцию Энтре-Риос.
Тем не менее Рамирес разбил генерала Грегорио де Ламадрида из провинции Буэнос-Айрес. Лопес объединился с остатками сил из Санта-Фе, и 26 мая разбил Рамиреса, который отступил в Кордову, имея при себе всего лишь 300 человек.
Тем временем Каррера вторгся в Кордову, разгромив губернатора Бустоса. Отсюда он вторгся в Сан-Луис, а затем отступил на юг провинции Кордова, где объединился с Рамиресом и местным военным лидером Фелипе Альваресом. Они атаковали силы Бустоса у Крус-Альта, но Бустос хорошо укрепился, и победить его они не смогли. Рамирес попытался вернуться в Энтре-Риос через Гран-Чако, однако 10 июля его силы были разгромлены, а он сам — убит в бою. Голова Рамиреса была отправлена Лопесу, который выставил её в клетке на всеобщее обозрение.
Каррера решил вернуться в Чили. Он разбил генерала Бруно Морона под Рио-Куарто и вторгся в Сан-Луис, но потерпел поражение от полковника Хосе Альбино Гутьерреса в сражении при Пунта-дель-Медано. 4 сентября 1821 года его, Фелипе Альвареса и Монроя (солдата, убившего Морона) расстреляли в Мендосе.

### Мир на побережье
23 сентября 1821 года полковник Мансилья сверг преемника Рамиреса — его сводного брата Хосе Рикардо Лопеса Хордана, однако месяц спустя потерпел поражение, и был вынужден уехать в Пайсанду.
К этому времени прекратила своё существование Республика Энтре-Риос. Провинция Корриентес восстановила свою автономию, и оставалась в мире при губернаторах Фернандесе Бланко и Педро Ферре.
22 января 1823 года провинции Буэнос-Айрес, Санта-Фе, Энтре-Риос и Корриентес подписали Четырёхсторонний договор, который под давлением министра Бернардино Ривадавия был оставлен федеральным конгрессом в Кордове без изменений.

### Хаос в Куйо и Ла-Риоха
Революцию в провинции Сан-Луис начал Мариано Мендисабаль, и она привела к полному хаосу. Полковник Франсиско Солано дель Корро двинул свой батальон на Мендосу; хоть он и был разгромлен, но это привело к отставке губернатора Торибио де Лусуриаги. В провинции Сан-Луис мирно сместили губернатора Висенте Дюпуи и заменили его на Хосе Сантоса Ортиса, который пробыл губернатором почти десять лет.
В Ла-Риохе, когда стало известно о роспуске Директории, генерал Франсиско Ортис де Окампо изгнал членов семьи Давила и взял власть в свои руки. Несколько недель спустя в провинцию вторгся Дель Корро, который разбил Окампо и оккупировал Ла-Риоху. Однако вскоре его изгнал Факундо Кирога — это была первая победа знаменитого впоследствии вождя. Дель Корро смог сохранить небольшое количество людей, с которыми попытался пересечь провинцию Тукуман, но был разгромлен силами губернатора Араоса.
Власть в Ла-Риохе взял в свои руки полковник Николас Давила, который мирно управлял ею два года. Затем Кирога победил Давилу в сражении при Эль-Пуэсто и был избран губернатором. Три месяца спустя он подал в отставку, но остался правителем провинции де-факто.
В Кордове восстание против Бустоса, которое возглавил Хосе Мария Пас, было подавлено почти без боя.

### Республика Тукуман и её распад
Вскоре после того, как восстание вознесло его к власти, Бернабе Араос провозгласил образование Республики Тукуман. Однако провинция Сантьяго-дель-Эстеро не признала этого, и после того, как губернатором там 31 марта был избран полковник Хуан Фелипе Ибарра, формально объявила об автономии. Араос угрожал и протестовал, но лишь восемь месяцев спустя, в апреле следующего года, отправил туда военную экспедицию, которая была легко отбита Ибаррой.
Власти Сантьяго-дель-Эстеро смогли помочь достичь Сальте менее чем половине Армии Севера, которой командовал полковник Алехандро Эредия. Здесь он получил поддержку Гуэмеса, который попытался начать новую кампанию в Верхнем Перу со своими гаучо и людьми, которых привёл Эредия. Однако губернатор Тукумана отказался передать вооружение, забранное у Армии Севера в ноябре 1819 года. В ответ Гуэмес атаковал Араоса, однако 3 апреля 1821 года тукуманские силы под командованием полковника Абраама Гонсалеса разбили интервентов в сражении при Ринкон-де-Марлопа.
К этому времени Гуэмес узнал, что он свергнут революцией высших слоёв в Сальте. Ему пришлось вернуться обратно, и он без проблем вернул себе власть. Араосу пришлось 5 июня признать автономию Сантьяго-дель-Эстеро.
25 августа 1821 года Катамарка также провозгласила автономию. После короткого правления Николаса Авельянеды губернатором там стал Эусебио Грегорио Русо

### Смерть Гуэмеса и анархия в Тукумане
Через несколько дней после признания Тукуманом автономии Сантьяго-дель-Эстеро состоялось последнее вторжение роялистов, приведшее к оккупации Сальты и смерти Гуэмеса. Однако через несколько недель они были выбиты, а к власти в провинции пришли оппоненты Гуэмеса, сделавшие губернатором Хосе Фернандеса. 22 сентября бывшие сторонники Гуэмеса в ходе кровавого восстания свергли Корнехо и сделали губернатором генерала Хосе Горрити. Он попытался создать правительство единства: назначил федералиста Пабло Латорре командующим войсками, а Хосе Фернандеса — вице-губернатором в Жужуе. Тем не менее, очередное восстание отстранило в декабре и его.
В Тукумане Араос был свергнут 28 августа 1821 года собственными офицерами под командованием генерала Абраама Гонсалеса, забравшего власть себе. Он смог продержаться несколько месяцев, и был свергнут 8 января 1822 года, а вместо него был избран Хавьер Лопес, которого поддерживала городская милиция; в свою очередь Араоса поддерживала сельская милиция и землевладельцы. Провинцию сотрясали восстания, сражения и грабежи, а в губернаторском кресле сменяли друг друга Диего Араос, вновь Хавьер Лопес, и Николас Лагуна. Со временем сформировалось две партии: сторонников Лопеса и сторонников Араоса; каждая из сторон стремилась полностью уничтожить другую.
После долгого — почти годичного — правления Бернабе Араоса, Хавьер Лопес смог отправить его 5 августа 1823 года в изгнание в Сальту, где у него не было союзников. Там он продолжал плести заговоры, но был арестован губернатором Ареналесом и выслан в Тукуман, где 24 марта 1824 года его расстреляли. На два года в Тукумане воцарился мир.

## В войну вступают Кирога и Ламадрид

### Конгресс в Буэнос-Айресе и первые проблемы во внутренней части страны
В 1824 году в Буэнос-Айресе собрался конгресс, целью которого была выработка конституции, однако кампания, которую начали Тридцать три Ориенталес, привела к войне с Бразилией, что вызвало необходимость создания общенациональной армии. Для её финансирования и руководства конгресс создал пост президента Аргентинской республики, на который был избран Бернардино Ривадавия, лидер унитаристов. Он занялся не только войной с Бразилией, но и стал принимать решения, которые раньше были прерогативой провинций.
Вскоре после начала правления Ривадавия распустил правительство провинции Буэнос-Айрес, что лишило его поддержки тамошних землевладельцев. Потом он углубил меры, принятые ещё правительством Мартина Родригеса, касающиеся жёсткого контроля над местными церквями, что было интерпретировано консерваторами во внутренних областях страны как «ересь». Затем конгресс одобрил унитаристскую Конституцию, в то время как большинство провинций склонялось к федерализму.
Первые проблемы во внутренней части страны начались в провинции Сан-Хуан, где губернатор Сальвадор Мария дель Карриль попытался скопировать реформы Ривадавии. В июле 1825 года он был свергнут восстанием клерикалов, и вынужден бежать в Мендосу. Здесь он получил поддержку губернатора-унитариста Хуана де Диоса Корреаса, который пришёл к власти незадолго до этого благодаря восстанию Хуана Гало де Лавалье. Он послал отряд под командованием Хосе Феликса Альдао, который в сентябре 1825 года вернул власть унитаристам.
В Катамарке к концу правление Русо наметилась конфронтация между двумя стремящимися к власти военными командирами: Мануэлем Антонио Гутьерресом и Маркосом Антонио Фигероа. Местное законодательное собрание решило первым делом сохранить мир, и под гарантиями Факундо Кироги из Ла-Риохи между ними было заключено соглашение, в соответствии с которым в июле 1825 года губернатором был избран Гутьеррес. Его правительство возглавил землевладелец Мигель Диас де ла Пенья — унитарист и сторонник Ривадавии, посоветовавший Гутьерресу избавиться от федералистов в законодательном собрании.

### Начало гражданской войны
В начале 1826 года в Катамарке появился Грегорио Араос де Ламадрид, который по поручению президента Ривадавии должен был набрать контингент для участия в войне против Бразилии. Гутьеррес убедил его вернуться в Тукуман и свергнуть Хавьера Лопеса, расстрелявшего его дядю Бернабе Араоса. Ламадрид разгромил Лопеса, но в Катамарке Фигероа и Кирога свергли Гутьерреса. В августе 1826 года Гутьеррес отправил послание Ламадриду с просьбой вернуться в Катамарку и свергнуть Фигероа.
У Кироги было сразу несколько причин для войны. Во-первых, он владел долей в горнодобывающей компании, но президент Ривадавия был управляющим компании-конкурента, которой он, став президентом, дал эксклюзивные права на разработку тех же самых месторождений меди и серебра. Кроме того, его беспокоили антиклерикальные действия правительства Ривадавии, и он был против намерения Конгресса силой вводить в действие унитаристскую Конституцию.
Со своей стороны Ривадавия профинансировал армию Ламадрида, которому поручил подавить на севере сопротивление федералистов: Кироги, Бустоса и Ибарры. Предательство по отношению к Гутьерресу дало ему последний довод для нападения. В октябре 1826 года он вторгся в Катамарку и сверг Фигероа. Кирога выступил на защиту Фигероа, и в сражении при Эль-Тала унитаристы были разбиты, а сам Ламадрид — серьёзно ранен.
В Мендосе полковник Альдао разоружил унитаристов, и помог генералу Хуану Рехе Корвалану взять власть в провинции. Одновременно с этим Кирога вторгся в Сан-Хуан, где местное законодательное собрание решило не воевать против него, и избрало его родственника Мануэля Кирогу Карриля губернатором.

### Вторая кампания Кироги
Тем временем Ламадрид восстановил здоровье в Тукумане и вернул себе власть. Чтобы отомстить федералистам, он отправил полковника Франсиско Бедойя вторгнуться в провинцию Сантьяго-дель-Эстеро. Однако губернатор Ибарра, позволив ему занять столицу провинции, осадил его в ней, и неделю спустя тот капитулировал, не имея продовольствия. Тем временем Гутьеррес вернул себе власть в Катамарке. Вскоре Ареналес — губернатор провинции Сальта — был свергнут полковником Франсиско Горрити, который несколько дней спустя разбил Бедойю. 8 февраля 1827 года Ареналес бежал в Боливию, а Горрити вернулся и взял власть в провинции в свои руки.
Ламадрид вторгся в Сантьяго-дель-Эстеро и разбил Ибарру, однако ему пришлось оставить провинцию, и Ибарра вернулся к власти, сопровождаемый Кирогой. Затем федералисты оккупировали Катамарку и двинулись на Тукуман. 6 июля 1827 года Кирога вторично разгромил Ламадрида в сражении при Ринкон-де-Вальядарес. Ламадрид бежал в Боливию, а лариохцы заняли столицу провинции и наложили на неё тяжёлую контрибуцию. Когда они покинули провинцию, то губернатором стал федералист Николас Лагуна. В итоге, к концу 1827 года все провинции кроме Сальты находились в руках федералистов.
В Буэнос-Айресе после отставки Ривадавии и роспуска правительства губернатором стал федералист Мануэль Доррего. Таким образом, унитаристская конституция прекратила своё действие, и большинством голосов делегатов от всех провинций Мануэле Доррего было доверено право внешних сношений от имени всей Аргентины.

## Война унитаристов с федералистами (1828—1831)

### Восстание Лавалье и его провал
Несмотря, что в ходе войны с Бразилией Аргентина успешно действовала на суше, морская блокада вынудила представителя президента Ривадавию подписать невыгодный мир. Это стоило Ривадавии поста главы государства, а Конгресс был распущен. Провинция Буэнос-Айрес восстановила свою автономию, а её губернатор Мануэль Доррего, вполне устраивавший лидеров-федералистов из внутренних провинций страны, получил право командовать действующей армией и представлять страну во внешних сношениях. Взамен распущенного Конгрессе в Санта-Фе созывался «Национальный конвент» для выработки конституционных основ устройства страны.
Из-за отсутствия средств и давления англичан Доррего не удалось добиться пересмотра условий мира с Бразилией, в которые входило образование независимого государства Уругвай. Армейские офицеры решили сместить Доррего. Генерал Хуан Гало де Лавалье повёл половину армии на Буэнос-Айрес, 1 декабря 1828 года Доррего был свергнут, и Лавалье на собрании его сторонников был избран губернатором.
Доррего бежал на юг провинции, рассчитывая на поддержку главы сельской милиции Хуана Мануэля де Росаса. Там Лавалье его настиг, и 9 декабря 1828 года разбил в сражении при Наварро, а несколько дней спустя, по настоянию союзников-унитаристов — казнил. Росас ушёл в провинцию Санта-Фе, чей губернатор Эстанислао Лопес встал во главе кампании против Лавалье.
Во внутренней части провинции Буэнос-Айрес были сформированы отряды федералистов под командованием Исидоро Суареса, Фридриха Рауха и Рамона Бернабе Эстомбы. Вскоре после этого Лавалье поддержал вторжение Хосе Марии Паса в провинцию Кордова.
Сам Лавалье вторгся в провинцию Санта-Фе, но Лопес смог вытеснить его оттуда без боя, а затем, объединившись с Росасом, разбил в сражении при Пуэнте-де-Маркес.
Росас осадил Лавалье в городе Буэнос-Айрес и принудил к переговорам. Результатом стало Соглашение в Каньюэласе, предусматривавшее выборы Комиссии представителей (которая, в свою очередь, должна была выбрать нового губернатора), в которых могли участвовать лишь люди из согласованного списка. Унитаристы посчитали соглашение предательством, и составили свой список, состоявший лишь из унитаристов. Росас отказался признать результаты этих выборов, и возобновил осаду Буэнос-Айреса. Состоялись новые переговоры между Росасом и Лавалье, и по соглашению в Барракасе губернатором провинции Буэнос-Айрес был избран Хуан Хосе Вьямонте. Вьямонте созвал распущенное Лавалье законодательное собрание, которое 8 декабря избрало губернатором Росаса, «предоставив ему все обычные и чрезвычайные полномочия, которые он сочтёт необходимыми, до созыва нового законодательного собрания». Так началась Эпоха Росаса.

### Вторжение Паса в Кордову
После казни Доррего генерал Хосе Мария Пас во главе тысячи человек вторгся в провинцию Кордова, где всё ещё правил генерал Бустос — его товарищ по мятежу в Арекито и его враг по 1821 году. Бустос покинул столицу провинции перед приближением Паса и укрепился в Сан-Роке перед входом в Сьеррас-де-Кордова. Бустос обратился за помощью к Кироге, а чтобы выиграть время — назначил Паса временным губернатором провинции и вступил с ним в переговоры.
Пас двинулся вперёд и разгромил Бустоса в сражении при Сан-Роке 22 апреля 1829 года. Затем он вернулся в столицу провинции, и был избран губернатором альянсом унитаристов и старых автономистов времён Хосе Хавьера Диаса, однако коменданты в северных и западных частях провинции отказались признавать его губернатором. Пас связался с тукуманским губернатором Хавьером Лопесом и сальтским губернатором Хосе Игнасио Горрити; первый двинулся во главе дивизии в Кордову, второй же вторгся в Катамарку и Ла-Риоху, и в отсутствие Кироги смог занять столицу провинции Ла-Риоха.
Бустос бежал в провинцию Ла-Риоха, и месяц спустя вернулся в качестве второго в линии командования в армии Кироги. Кирога смог выманить Паса из столицы провинции и занял её без боя, после чего встретился с Пасом в сражении при Ла-Таблада 22 июня, которое закончилось в пользу Паса. К удивлению Паса, Кирога собрал своих людей, и на следующий день атаковал вновь — и вновь был разбит. После этого Пас восстановил контроль над столицей провинции, где полковник Роман Деэса получил приказ расстрелять всех пленных. Кирога отступил в Ла-Риоху, где устроил репрессии против тех, кто поддержал вторжение Горрити. Тем временем Пас отправил отряды под командованием Педернеры, Ламадрида и Принглса для «умиротворения» северной и западной частей провинции.
Повстанцы в Мендосе под руководством Хуана Агустина Мояно провозгласили губернатором Рудесиндо Альварадо, бывшего соратника Сан-Мартина. Однако в сражении при Пиларе 22 сентября Мояно был разбит вернувшимся из Кордовы Альдао и расстрелян.
Собрав свои силы, Кирога вновь двинулся на Кордову, однако 25 февраля 1830 года был разбит в сражении при Онкативо и бежал в Буэнос-Айрес, а Альдао попал в плен.

### «Лига унитаристов» и «Пакт федералистов»

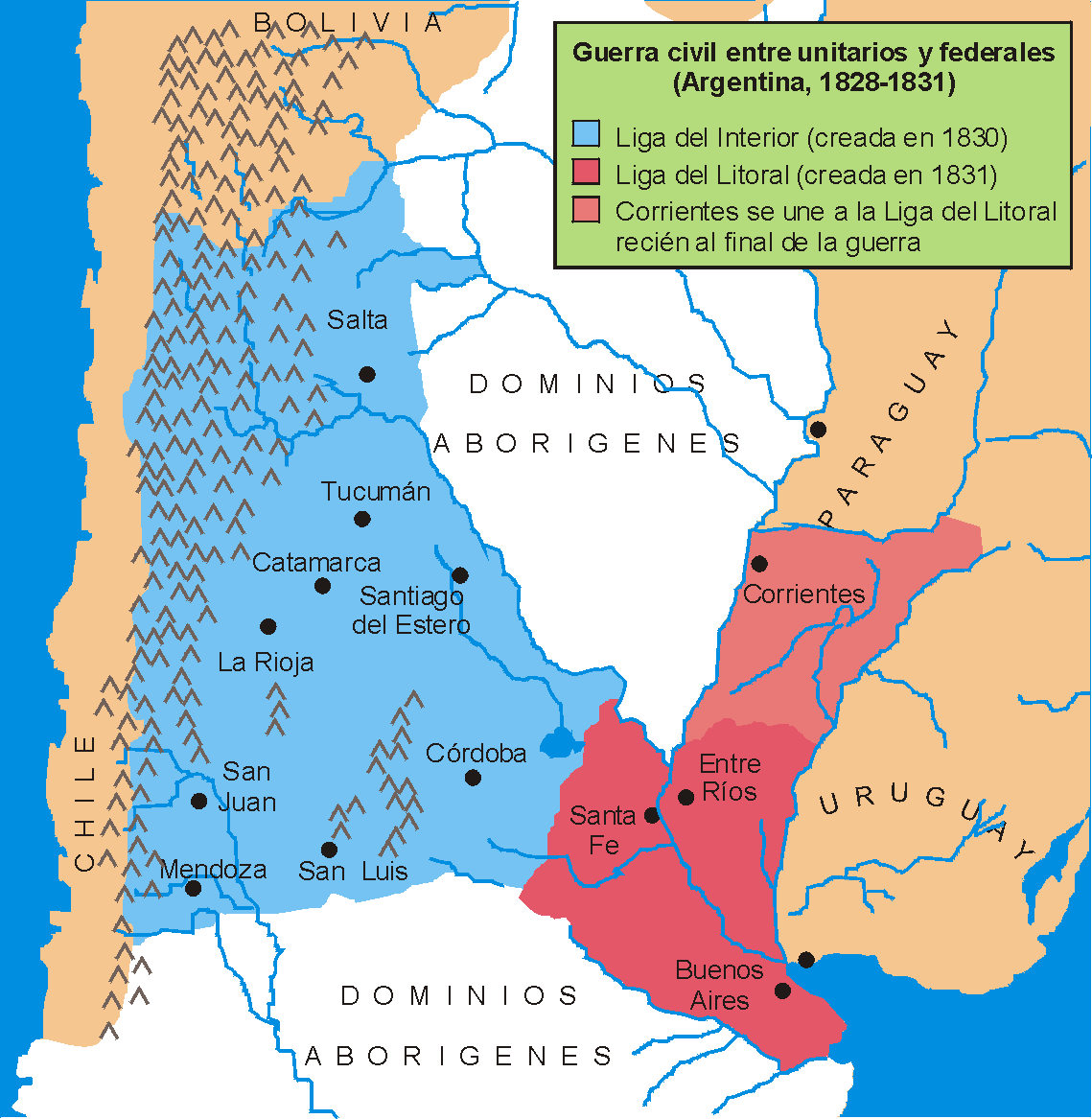
«Лига унитаристов» (синее) и «Пакт федералистов» (красное) в 1831 году

После победы Пас направил свои дивизии в те провинции, что поддержали Кирогу: в Мендосу отправился полковник Хосе Видела Кастильо, ставший там губернатором; в Катамарке, Сан-Хуане и Сан-Луисе ряд федералистских лидеров меньшего масштаба были сброшены благодаря быстрому продвижению унитаристов. Генерал Вильяфанье — губернатор Ла-Риохи — бежал в Чили; Пас направил в эту провинцию генерала Ламадрида, который подверг её жестокому разграблению.
Как только противники во власти других провинций были заменены на сторонников, Пас собрал их представителей на собрание, на котором было подписано соглашение о создании «Лиги внутренней части страны». Было провозглашено, что Конституция Аргентины 1826 года более не действует, Пас является «верховным военным командующим», а провинции полностью подчиняются его власти.
Генерал Лавалье эмигрировал в Уругвай, откуда вернулся, чтобы свергнуть губернатора Санта-Фе; сделал он это с помощью Лопеса Хордана. Лопес Хордан захватил столицу провинции, но сделал это от имени федералистов, так как Лавалье отсутствовал; Лопес Хордан пробыл у власти всего месяц. В марте 1831 года они повторили попытку, но она опять не удалась.
Четыре провинции, в которых у власти стояли федералисты — Буэнос-Айрес, Санта-Фе, Энтре-Риос и Корриентес — подписали «Пакт федералистов», который объявил войну «Лиге внутренней части страны».

### Победа федералистов
Ведение войны взял в свои руки Эстанислао Лопес, который двинул свои войска к границе провинции Кордова, чтобы поддержать восстание братьев Рейнафе в северной части этой провинции. Росас послал ему на помощь армию провинции Буэнос-Айрес под командованием полковника Балькарсе.
Генерал Кирога вернулся на фронт во главе тех войск, что смог для него найти Росас: 450 человек, выпущенных из тюрем. С ними он двинулся в южную часть провинции Кордова.
В начале 1831 года полковник Анхель Пачеко разбил полковника Педернеру в сражении при Фрайле-Муэрто. Большинство разгромленных являлись федералистами, насильно взятыми в армию, которые перешли на сторону Кироги. С этим подкреплением Кирога после нескольких дней осады занял город Рио-Куарто, двинулся в провинции Сан-Луис, и в двух сражениях разбил полковника Принглса. Несколько дней спустя он вторгся в Мендосу, где 22 марта 1831 года разгромил губернатора Видела Кастильо в сражении при Родео-де-Чаконе.
Кирога обеспечил избрание федералистов в правительствах региона Куйо, и поддержал восстание Томаса Брисуэлы в Ла-Риохе. Тем временем генерал Пас намеревался переломить ситуацию в генеральном сражении. Однако двигаясь к Лопесу, чтобы вызвать его на бой, он был взят в плен и помещён под стражу в Санта-Фе.
Командование армией унитаристов принял Ламадрид, который скомандовал отступление в свою провинцию Тукуман, где он назначил «высшим военным командующим» генерала Альварадо — губернатора провинции Сальта. Однако тому приходилось противостоять собственным федералистам, и он не прислал никакой помощи. После сложной кампании в Катамарке Кирога разгромил Ламадрида в третий раз в битве за цитадель 4 ноября 1831 года. Ламадрид и большинство его офицеров бежали в Боливию.
Власть в провинции Кордова взял в свои руки командир милиции Хосе Висенте Рейнафе, поддерживавший Эстанислао Лопеса. В Энтре-Риос Лопес поставил губернатором Паскуаля Эчагуэ, который смог установить мир в этой неспокойной провинции.
В Тукумане губернатором был избран федералист Алехандро Эредия. Альварадо пообещал передать все силы Пабло Латорре из провинции Сальта, однако в феврале 1832 года потерпел поражение от врагов.
Впервые за всё время вся страна оказалась в руках федералистов.

## Конфликты между федералистами в 1830-е годы

### Провал проекта федералистской конституции
Полная победа федералистов дала им первую историческую возможность организовать страну на свой лад. Если бы провинции смогли прийти к согласию, то они могли бы санкционировать полностью федералистскую конституцию и организовать своё правительство. В Куйо абсолютным влиянием обладал Факундо Кирога, на северо-западе — Эстанислао Лопес (доминировал в Санта-Фе, Энтре-Риос и Кордове, и обладал сильным влиянием в Корриентес и Сантьяго-дель-Эстеро), а в Буэнос-Айресе царил Росас.
В Санта-Фе собралась «Комиссия представителей» от всех провинций, и они подписали Федеральный пакт. Однако Росас полагал, что провинции сначала должны организоваться внутри себя, и уж потом переходить к организации на национальном уровне; кроме того, он хотел сохранить экономическое доминирование Буэнос-Айреса, существующее благодаря наличию таможни. Он воспользовался соперничеством между Кирогой и Лопесом, чтобы перессорить провинции между собой, а неосторожное письмо от Мануэля Лейвы — делегата от провинции Корриентес — дало ему предлог для отзыва делегатов Буэнос-Айреса из состава Комиссии. Его примеру последовали почти все провинции. Создание Конституции было отложено на неопределённый срок, и единственным сохранившимся институтом общенационального уровня осталось делегирование внешних сношений губернатору провинции Буэнос-Айрес.

### «Революция реставраторов»
Первый срок пребывания Росаса у власти истёк 17 декабря 1831 года. На его место был избран генерал Хуан Рамон Балькарсе, герой Войны за независимость, а Росас занялся организацией Кампании в пустыне, чтобы ослабить силы индейцев на юге и по возможности захватить их земли.
Балькарсе воспользовался его отсутствием, чтобы ослабить контроль Росаса и его соратников над федералистами в Буэнос-Айресе и правительством, заменяя их на умеренных федералистов, которых сторонники Росаса называли «чёрными поясницами». В ответ сторонники Росаса организовали в 1833 году «Революцию Реставраторов», осадив Балькарсе в столице. Жена Росаса управляла агитацией беднейших классов, создала «Народное общество Реставрации» и его боевое крыло — «Масорка». Значительная часть армии присоединилась к восставшим, и Росас объявил, что он — на их стороне. 28 октября на берегах Арройо-Мальдонадо командующий кавалерией провинции Буэнос-Айрес Мануэль Оласабаль разгромил оппонентов Росаса, которыми командовал полковник Мартин Идальго.
4 ноября 1833 года Балькарсе ушёл в отставку; его преемником стал Хуан Хосе Вьямонте, при котором члены «Масорки» нападали на тех, кто входил в состав смещённого правительства. Федералисты не только не проявляли никакой снисходительности к диссидентам, но и рассматривали как предательство любое несогласие с Росасом. Многие из выдающихся представителей «чёрных поясниц» эмигрировали в Монтевидео.
На следующий год Вьямонте тоже ушёл в отставку, и после того, как Росас несколько раз отказался встать во главе правительства, временным губернатором стал его друг Мануэль Висенте Маса.

### Революция и репрессии в Кордове
Факундо Кирога считал себя несправедливо отстранённым от Кордовы, и решил поддержать оппозицию в этой провинции. В сентябре 1832 года Хосе Мануэль Салас, Хуан Пабло Бульнес и Клаудио Мария Арредондо начали восстание против братьев Рейнафе, но были разбиты в районе столицы провинции.
После завершения Кампании в пустыне 1833 года генерал Хосе Руис Уидобро возглавил в середине июня новое восстание против братьев Рейнафе, и полковник Дель Кастильо, командовавший войсками на южной границе провинции, двинул их на столицу; к ним присоединились Арредондо в восточной части провинции, и Рамон Бустос — в северной. Однако быстрая реакция Франсиско Рейнафе, командовавшего милицией в северной части провинции, Мануэля Лопеса с Рио-Терсеро и Камило Исленьо с Рио-Сегундо сорвали этот план. Дель Кастильо был разгромлен в стычках в пригородах Кордовы, Исленьо разобрался с беглецами в Яканто, а Бустос был разбит на севере. За исключением Арредондо и Бустоса, все прочие разбитые офицеры были расстреляны. Генерал Уидобро был отправлен для суда в Буэнос-Айрес. Братья Рейнафе были злы на Кирогу, который явно стоял за этим заговором, и намеревались избавиться от него при первой же возможности.

### Война на севере: автономия провинции Жужуй
В конце 1832 года Мануэль Пуч, являвшийся сторонником братьев Горрити, поднял восстание в провинции Сальта. Губернатор Пабло Латорре был вынужден бежать, но неделю спустя он разгромил Пуча в сражении при Пуларесе.
В августе 1833 года полковник Пабло Алеман, до этого сотрудничавший с правительством Латорре, тоже поднял против него восстание. Оно провалилось, и ему пришлось бежать в провинцию Тукуман под защиту губернатора Алехандро Эредия, который ответил отказом на запрос Латорре о выдаче.
В середине 1834 года Эредия активно вмешивался в политическую жизнь провинции Катамарка, поддерживая Фелипе Фигероа против губернатора, и ему удалось посадить в губернаторское кресло Мануэля Наварро.
В Тукумане лидер-унитарист Анхель Лопес — племянник Хавьера Лопеса — попытался сбросить Эредию, но попытка провалилась, и ему пришлось бежать в Сальту. Латорре отомстил за восстание Алемана и помог Лопесу подготовить вторжение в Тукуман, однако оно закончилось неудачей, и ему пришлось бежать в Боливию. Эредия потребовал компенсации убытков, вызванных вторжением Лопеса, и двинул войска к границам провинции Сальта, требуя отставки губернатора Латорре. Тот в ответ попросил вмешаться губернатора провинции Буэнос-Айрес.
В ноябре 1834 года, воспользовавшись возможностью, предоставленной вторжением Эредии, лидеры города Сан-Сальвадор-де-Жужуй и подвластной ему территории, до этого входившей в состав провинции Сальта, провозгласили автономию. Лейтенант-губернатор Хосе Мария Фассио поддержал их и стал губернатором новой провинции Жужуй. Эредия потребовал, чтобы Латорре признал автономию новой провинции, одновременно послав Алемана и своего брата Фелипе Эредия вторгнуться в Сальту.
Латорре покинул столицу провинции и был заочно низложен. Вооружённые силы, однако, оставались в его руках, и он сошёлся с Фассио в сражении при Кастаньяресе. Полковник Мариано Сантибаньес притворился другом Латорре и смог захватить его, после чего люди Латорре разбежались.
Группа лидеров-унитаристов из Сальты сместила Латорре и избрала на его место старого полковника Хосе Антонио Фернандеса Корнехо, который признал автономию провинции Жужуй. Фассио вернулся в Жужуй, оставив в Сальте небольшой отряд под командованием Сантибаньеса, который через несколько дней убил Латорре в тюремной камере.
Так как Латорре затребовал вмешательства Мануэль Висенте Маса, губернатора провинции Буэнос-Айрес, то тот отправил в качестве переговорщика генерала Факундо Кирогу. Прибыв в Сантьяго-дель-Эстеро, тот узнал о поражении и смерти Латорре, и оттуда помог Алехандро Эредии поставить во главе провинции Жужуй Пабло Алемана, а во главе провинции Сальта — Фелипе Эредию.

### Смерть и наследство Кироги
Возвращаясь на юг, вскоре после въезда в провинцию Кордова генерал Кирога был убит в местечке Барранка-Яко отрядом под командованием капитана Сантоса Переса, которого послали братья Рейнафе. Братья Рейнафе пытались скрыть свою причастность, но это быстро стало известно. Новость об убийстве всколыхнула всю страну. Росас был призван срочно возглавить правительство Буэнос-Айреса и получил практически диктаторские полномочия (однако, законодательная ассамблея продолжила функционировать).
Вскоре после того, как завершилось пребывание у власти Хосе Висенте Рейнафе, на его место был избран Педро Ноласко Родригес. Он попытался взять Рейнафе под защиту, но был вынужден уйти в отставку из-за предъявления свидетельств соучастия в преступлении. Его преемник Сиксто Касановас арестовал Сантоса Переса и тех из братьев Рейнафе, кто оказался в зоне досягаемости, но вскоре после этого потерпел поражение от отрядов, собранных и вооружённых Франсиско Рейнафе на севере провинции.
17 ноября Мануэль Лопес взял столицу провинции и был избран губернатором. Он отправил братьев Рейнафе в Буэнос-Айрес для суда; оставшийся на свободе Франсиско Рейнафе был единственным, кому удалось избежать наказания.
Вскоре после смерти Кироги был раскрыт заговор в провинции Мендоса. За его организацию был казнён полковник Лоренсо Баркала — протеже министра из провинции Сан-Хуан, отставки которого потребовал генерал Альдао. Реакция оказалась необычной: губернатор Мартин Янсон вторгся с небольшим отрядом в провинцию Ла-Риоха. На его сторону неожиданно встал Анхель Висенте Пеньялоса, однако генерал Томас Бирсуэла разбил его у столицы провинции. Бирсуэла вторгся в Сан-Хуан, вынудив Янсона бежать в Чили. На его место был избран Насарио Бенавидес — протеже Росаса; через некоторое время и Бирсуэла был избран губернатором Ла-Риохи.

### Гегемония Эредии на севере
В середине 1835 года Хавьер Лопес и его племянник Анхель вторглись в Сальту с севера. Они пересекли долину Кальчакиес, но до того, как вторглись в Тукуман, были разбиты и расстреляны по приказу Эредии
…ибо я не смог найти на Земле места безопасного настолько, дабы в будущем они не продолжили творить зло.
Разделавшись с Лопесами, тукуманский каудильо вторгся в Катамарку, обвинив местное правительство в том, что оно им попустительствовало. Он разгромил командовавшего войсками провинции Фелипе Фигероа, а вместо Наварро был избран Феррандо Вильяфанье — марионетка Эредии, которому пришлось передать всю западную часть провинции Катамарка провинции Тукуман, а также объявить Эредию «защитником» провинции.
После этого Эредия стал «Защитником северных провинций». В 1836 году он встал во главе Армии Севера в ходе войны против Боливийско-Перуанской конфедерации.
В начале 1838 года четыре провинции — Сан-Луис, Мендоса, Ла-Риоха и Сантьяго-дель-Эстеро — управлялись губернаторами, которые постепенно покорялись Росасу. Губернаторы Сан-Хуана и Кордовы просто передали управление своими провинциями Росасу. Так как Эстанислао Лопес был смертельно болен, Эчагуэ (губернатор Санта-Фе) тоже склонился на сторону Росаса.
Тем не менее на севере, от Катамарки до Жужуя, гегемония Эредии была полной.

### Гражданская война в Уругвае
Восточная полоса превратилась в независимое государство Уругвай, но эта независимость не полностью изолировала её от внутренних конфликтов Аргентины. Герой войны Хуан Антонио Лавальеха проиграл президентские выборы Фруктуосо Ривере. Однако Ривера не умел управлять, а его правительство было поражено коррупцией. В 1832 году Лавальеха попытался устроить переворот, но попытка провалилась.
В 1835 году президентом стал сторонник Лавальехи Мануэль Орибе. Став президентом Орибе обнаружил, что в стране нет денег, что в управлении — беспорядок, и что практически вся страна находится в руках его оппонента. Поэтому он начал расследование совершённых предыдущей администрацией нарушений, в которых были замешаны наиболее видные сторонники Риверы.
Тем временем в южной Бразилии началась война Фаррапус, где была провозглашена республика Риу-Гранди. Это привело к тому, что проигравшие с обеих сторон начали искать убежища в Уругвае. Ривера поначалу поддержал риуграндийца Бентоша Рибейру, с которым они были знакомы по Сисплатине, что вынудило Орибе отстранить его от военного командования, чтобы не вызвать неприятностей в отношениях с Бразильской империей.
Это, возвращение изгнанных им сторонников Лавальехи, а также назначение президентом Орибе командующим войсками своего брата Игнасио, который во всём кроме названия стал главнокомандующим полевой армией, Ривера воспринял как нападение на себя лично, и в июле 1836 года поднял восстание против президента Орибе, однако месяц спустя был разбит в битве при Карпинтерии и бежал в Порту-Алегри.
Там Ривера получил поддержку бразильцев, а также набрал сколько смог аргентинцев-унитаристов, включая генерала Хуана Лавалье, и в 1837 году вновь вторгся в Уругвай. В течение нескольких месяцев война носила неопределённый характер, но в середине 1838 года Ривера предал риуграндийцев и получил поддержку бразильского императора.

### Французская блокада и её последствия
Французский король Луи-Филипп I решил основать заморскую империю, нападая на те страны, которые он считал слабыми. Одной из таких стран стала Аргентина: под надуманными предлогами французские представители потребовали от губернатора Росаса тех же привилегий в торговле, какие имели англичане. Росас отказался, и в последние дни 1837 года французы начали блокаду судоходства по Ла-Плате и впадающим в неё рекам. Затем они пообещали, что блокада не будет действовать в отношении тех провинций, которые порвут с Росасом.
В июне 1838 года в Буэнос-Айрес прибыл представитель провинции Санта-Фе Доминго Кульен для проведения переговоров с французским адмиралом. Смерть Эстанислао Лопеса оставила его без политического прикрытия. Он быстро вернулся в Санта-Фе и стал там губернатором, но Росас и Эчагуэ не признали его в этом качестве, упирая на то, что он был испанцем. Полковник Хуан Пабло Лопес — брат Эстанислао — выдвинулся из Буэнос-Айреса и 2 октября разбил Педро Родригеса дель Фресно, лояльного Кульену. Тот бежал в Сантьяго-дель-Эстеро, а Лопес стал губернатором.
В октябре 1838 года французы захватили остров Мартин-Гарсия, но Росас всё равно отказывался соглашаться на французские условия.
Пользуясь слабостью уругвайского президента Орибе, французы потребовали от него разрешения использовать Монтевидео в качестве базы для блокады. Орибе ответил отказом, предпочитая остаться нейтральным в конфликте, и тогда французы оказали помощь Фруктуосо Ривере. Ривера победил Орибе в сражении при Пальмарес, занял всю страну и осадил Монтевидео. 21 октября Орибе подал в отставку, однако заявил при этом, что делает это в результате насилия. Он переехал в Буэнос-Айрес, где Росас принял его как законного конституционного президента Уругвая.
Ривера ввёл диктатуру 1 марта 1839 года, когда его избрали президентом. Первым шагом его правительства стало объявление войны Росасу.

## «Северная коалиция»

### Первые восстания на севере
Первым актом восстания либералов на севере стало убийство губернатора Алехандро Эредия в ноябре 1838 года. Убийца хотел совершить месть по личным мотивам, но при этом он получил помощь от нескольких лидеров-унитаристов.
В отсутствие Эредии новые правители решили создать оппозицию Росасу; в их число вошли Хосе Кубас из Катамарки и Марко Авельянеда из Тукумана. Поначалу к ним присоединился и Ибарра (подстрекаемый Кульеном, который сбежал в Сантьяго-дель-Эстеро). При помощи Ибарры и Кубаса в феврале 1839 года в Кордове началось восстание против Мануэля Лопеса. На помощь восставшим выступила колонна из Катамарки под командованием Педро Ноласко Родригеса. Однако восстание было подавлено; остатки разгромленных повстанцев влились в отряд Родригеса, который также был разбит.
По требованию Росаса Ибарра арестовал Кульена и отправил его в Буэнос-Айрес, где тот был расстрелян.

### Эчагуэ против Берона де Астрады и Риверы
В декабре 1837 года губернатором провинции Корриентес был избран Хенаро Берон де Астрада, чьей главной заботой была свобода навигации по реке Парана. Из-за этого он вступил в конфликт с Росасом и стал искать союза с Кульеном. Когда последний бежал — Берон начал восстание против Росаса, будучи неподготовленным, но находясь в номинальном союзе с эмигрантами-унитаристами из Монтевидео и с Фруктуосо Риверой. Этот союз его полностью удовлетворял, но не предоставлял никакой помощи.
Берон собрал армию в 5 тысяч человек, которая была быстро разбита губернатором провинции Энтре-Риос Паскуалем Эчагуэ 31 марта 1839 года в сражении при Паго-Ларго. Корриентесцы потеряли на поле боя тысячу человек пленными и две тысячи убитыми, включая самого губернатора Берона де Астраду. Провинция Корриентес ненадолго перешла в руки федералистов, которые поставили губернатором Хосе Антонио Ромеро.
Разобравшись с врагами внутри страны, Эчагуэ в компании Хуана Антонио Лавальехи 29 июля 1839 года вторгся в Уругвай. Ривера ожидал его на севере страны, и пока шло медленное отступление, Эчагуэ отрывался от своих баз, в то время как Ривера получал подкрепления. После ряда небольших стычек 3 тысячи человек Риверы разгромили 6 тысяч человек Эчагуэ в сражении при Каганча 29 декабря 1839 года.

### «Свободные южане»
В Буэнос-Айресе позиции Росаса после устранения федералистов из числа «чёрных поясниц» и унитаристов казались прочными. Однако идущая с 1838 года французская блокада Рио-де-ла-Платы создала две новые группы недовольных: молодых «романтиков» из числа тех, для кого Франция была высшей ступенью развития человеческой цивилизации, и тех, фермеров, кто экономически страдал из-за того, что блокада не позволяла им экспортировать продукцию животноводства.
Росас решил покончить с финансовым кризисом, порождённым блокадой, потребовав оплаты просроченной аренды от тех фермеров, кто не платил её уже много лет; после этого он вынудил фермеров либо выкупить эти земли, либо вернуть их государству. Так как то, будут ли выдвинуты требования к фермеру, зависело от того, был ли он сторонником Росаса, это вызвало недовольство среди многих фермеров. Большинство фермеров с просроченной задолженностью проживало на юге провинции Буэнос-Айрес, и они решили избавиться от Росаса. С помощью унитаристов, обосновавшихся в Монтевидео, они вошли в контакт с генералом Лавалье, обещая, что когда тот высадится в южной части провинции Буэнос-Айрес — они окажут ему поддержку. Они рассчитывали, что одновременно с этим произойдёт восстание в городе Буэнос-Айрес под руководством полковника Рамона Масы — сына Мануэля Масы (бывшего губернатора), однако Мануэль Маса был убит, а его сын — расстрелян. Тогда заговорщики сами подняли 29 октября 1839 года восстание в Долоресе под руководством Амбросио Крамера, Педро Кастелли и Мануэля Леонсио Рико, однако Лавалье, на чью поддержку они рассчитывали, так и не пришёл им на помощь, решив вместо этого вторгнуться в Энтре-Риос.
Полковник Пруденсио Росас (брат губернатора) разгромил восставших 7 ноября в сражении при Часкомусе. Большинство повстанцев сдались и были прощены по приказу Росаса. Крамер погиб на поле боя, а Кастелли был убит во время преследования; прочим лидерам восстания пришлось отправиться в изгнание (Рико присоединился к армии Лавалье).

### Кампания Лавалье 1839 года
Подстрекаемый Флоренсио Варелой Лавалье присоединился к кампании против Росаса, и отправился с несколькими офицерами на всё ещё находящийся в французских руках остров Мартин-Гарсия, где сформировал небольшой отряд добровольцев. Когда поступили известия о вторжении Эчагуэ, Лавалье изменил свои планы и, будучи обязанным своим уругвайским покровителям, вторгся в провинцию Энтре-Риос. Он высадился с французских кораблей в Гуалегуайчу, сопровождаемый такими известными лидерами, как Томас де Ириарте, Мартиниано Чилаверт, Хосе Валентин де Олаварриа и Мануэль Орнос. Отряд не насчитывал и 400 человек, а некоторые из его членов считали себя гражданскими лицами, свободными от обязательной для военных дисциплины.
Отряд Лавалье двинулся на север и 22 сентября 1839 года в сражении при Йеруа разгромил превосходящий по численности отряд милиции под командованием Висенте Сапаты. Лавалье надеялся, что провинция восстанет и перейдёт на его сторону, однако жители Энтре-Риос остались верны своему губернатору.
Новость о сражении при Йеруа сподвигла на восстание жителей провинции Корриентес, сделавших 6 октября губернатором Педро Ферре. Так как у него не было войск, Ферре позвал в Корриентес Лавалье и поставил его во главе милиции. Также он подписал соглашение с Риверой о присоединении того к планируемой кампании против Росаса. Ривера становился главнокомандующим антиросистских армий в обмен на военную помощь, которая последует «в нужный момент» (этого «нужного момента» пришлось ждать три года).
Губернатор провинции Санта-Фе Хуан Пабло Лопес вторгся в юго-западную часть провинции Корриентес, но Лавалье уклонился от боя с ним. Он изматывал противника постоянным маневрированием, пока Лопес не потерял терпение и не вернулся в свою провинцию.

### Формирование «Северной коалиции»

Аргентинская конфедерация в 1840 году. Провинции, образовавшие «Северную коалицию», закрашены светло-синим цветом, а провинции, принадлежащие к «Лиге федералистов» Хуана Мануэля де Росаса — светло-розовым.

Видя, что оппозиция сосредотачивается на севере, Росас отправил генерала Ламадрида, чтобы забрать оружие, которое он ранее выделил Эредии для войны против Санта-Круса: такое необычное решение было принято потому, что Росас полагал, что Тукуман уже находится на стороне федералистов. Однако провинция Тукуман 7 апреля назначила Ламадрида командиром своей армии, и отозвала делегирование Росасу права вести её внешние сношения.
Менее чем через месяц Авельянеда убедил остальные северные провинции (Сальта, Жужуй, Катамарка и Ла-Риоха) поступить также. 24 августа был подписан договор, оформляющий «Северную коалицию»: он был весьма ясен в своих целях, но не создавал никакой межпровинциальной организации. Чтобы привлечь на свою сторону губернатора провинции Ла-Риоха Томаса Брисуэлу, его назначили командующим армией коалиции. Единственным северным губернатором, не присоединившимся к Коалиции, стал Хуан Фелипе Ибарра из провинции Сантьяго-дель-Эстеро. Лавалье и Ламадрид договорились о стратегии, которая должна была принести успех: Лавалье должен был вторгнуться в Энтре-Риос и разбить силы губернатора Эчагуэ, а Ламадрид вторгнуться в Кордову и разбить Мануэля Лопеса, после чего, объединившись, они должны были наступать на Буэнос-Айрес.
В конце июня Ламадрид двинулся на юг. Однако когда тукуманская армия достигла Альбигасты (на границе провинций Катамарка и Сантьяго-дель-Эстеро), полковник Селедонио Гутьеррес покинул её с отрядом в 200 человек и перешёл на сторону Ибарры, поэтому Ламадрид вернулся в Тукуман. В это время командующий войсками северных департаментов провинции Кордова Сиксто Касановас поднял восстание, но был разбит Мануэлем Лопесом. Комбинированная стратегия потерпела крах.
Во второй половине 1840 года Ламадрид двинулся в провинцию Ла-Риоха. Генерал Альдао выдвинулся к нему навстречу, однако после нескольких мелких стычек был вынужден вернуться в свою провинцию, чтобы подавить восстание унитаристов, а Ламадрид продолжил движение в провинцию Кордова. Лопеса в столице провинции не было, так как опасаясь вторжения Лавалье, он выдвинулся со своей милицией в южную часть провинции. Узнав о приближении Ламадрида, унитаристы 10 октября сместили заместителя губернатора, и устроили Ламадриду торжественную встречу. Новый губернатор Хосе Франсиско Альварес присоединился к Северной коалиции.
Губернатор провинции Сальта Мануэль Сола в конце октября во главе 500 человек вторгся в Сантьяго-дель-Эстеро, имея в качестве начальника штаба Мариано Ача. Ибарра применил стратегию «выжженной земли», и Соле пришлось продолжить путь в провинцию Кордова.

### Кампания Лавалье 1840 года
1 января 1840 года Ферре объявил войну Росасу, а 27 февраля Лавалье начал наступление на провинцию Энтре-Риос. Одновременно была выслана экспедиция против провинции Санта-Фе под командованием бывшего губернатора провинции Санта-Фе Мариано Веры, и Франсиско Рейнафе из провинции Кордова; они двинулись в Санта-Фе по суше, но 26 марта были полностью разбиты у Каясты, оба командира погибли в бою.
9 апреля войска Эчагуэ и Лавалье сошлись в сражении при Дон-Кристобаль, из которого Лавалье вышел победителем, однако не сумел воспользоваться этой победой. Неделю спустя Фруктуосо Ривера также вторгся в провинцию Энтре-Риос и занял Консепсьон-дель-Уругвай.
Эчагуэ занял оборонительную позицию в районе столицы провинции, обладающую хорошей естественной защитой. Почти три месяца армии без боя стояли друг против друга, пока Росас слал Эчагуэ существенные подкрепления. Наконец, 16 июля Лавалье атаковал Эчагуэ, и проиграл сражении при Саусе-Гранде, однако на этот раз уже Эчагуэ не смог воспользоваться плодами победы. Лавалье отвёл войска в Пунта-Горда, где погрузил их на французские корабли.
Федералисты полагали, что Лавалье отступит в провинцию Корриентес, однако он высадился в Сан-Педро в провинции Буэнос-Айрес, откуда двинулся на Буэнос-Айрес. Он ожидал поддержки от местных жителей, однако они остались лояльны Росасу, и поэтому, достигнув Мерло, Лавалье остановился. Пока он ожидал там восстания в свою поддержку, Росас организовал военный лагерь в Сантос-Лугарес, где к нему на помощь подошли силы генерала Пачеко. Когда на севере провинции появилась армия провинции Санта-Фе во главе с губернатором Хуаном Пабло Лопесом, Лавалье сделал то, что было уже неизбежно: используя Лопеса в качестве предлога, он снялся с лагеря и отправился за ним в преследование до его провинции.
Когда Лавалье ушёл, «Масорка» устроила в Буэнос-Айресе кровавую резню его сторонников, прекращённую две недели спустя по приказу Росаса. В апреле 1842 года эти «дни террора» повторились, и вновь были остановлены Росасом.
Продвижение армии унитаристов сильно замедляло большое количество телег с сотнями изгнанников, которых Лавалье взял с собой, поэтому Лопес смог от неё оторваться. Он объединился с армией генерала Пачеко и теми, кто пришёл из Энтре-Риос вместе с уругвайским президентом Орибе. По приказу Росаса Лопес встал во главе армии федералистов.
Лавалье взял Санта-Фе, однако его кавалерия была разгромлена. Вскоре он узнал о выдвижении Ламадрида из Кордовы, а также о подписании соглашения Мако — Араны о снятии блокады с Ла-Платы, в результате чего буэнос-айресский флот смог взять под контроль реку Парана. Поэтому он пришёл к соглашению с Ламадридом о том, что они вместе уйдут в провинцию Кордова, после чего объединёнными силами разгромят Лопеса и вторгнутся в Буэнос-Айрес. Встретиться они договорились 20 ноября в Кебрачо-Эррадо у восточной границы провинции Кордова. Лавалье двинулся туда 7 ноября, однако действия Орибы и бесполезные в военном отношении телеги помешали ему прибыть вовремя.
Не имея сведения о Лавалье, Ламадрид двинулся на юг на Лопеса, не предупредив союзника. Так как Ламадрида не оказалось в точке рандеву, когда туда прибыл Лавалье, то 28 ноября Орибе и Пачеко полностью разгромили Лавалье в сражении при Кебрачо-Эррадо.

### Отступление унитаристов

Кампания Лавалье от выхода из Уругвая до его смерти в провинции Жужуй. Зелёным закрашены провинции, вошедшие в «Северную коалицию».

Остатки армии Лавалье отошли к городу Кордова. После того, как Лавалье и Ламадрид обменялись взаимными обвинениями, они согласились отступить на север, двигаясь разными колоннами и расходясь в разные провинции.
Ламадрид ушёл в Тукуман для реорганизации армии, а Лопес восстановил кордовское правительство. Он направил полковника Ача в Сантьяго-дель-Эстеро чтобы атаковать Ибарру, но тот проиграл и был вынужден бежать в Катамарку. В Сальте губернатор Мигель Отеро перешёл на сторону федералистов, поддержанный местными каудильо (особенно Хосе Мануэлем Саравия — шурином Ибарры). Ламадрид отправился в эту провинцию, чтобы помочь Соле победить Саравию, однако в последующих кампаниях Сальта практически не участвовала.
Лавалье отправился в Ла-Риоху, где не смог прийти к соглашению с Брисуэлой и, отделившись от него, осел в Фаматине. Тем временем он отправил в Куйо свою лучшую дивизию под командованием полковника Хосе Марии Вилелы, чтобы поддержать революционное правительство провинции Сан-Луис и революцию унитаристов в Мендосе (уже к тому времени подавленную). Однако в начале января 1841 года Альдао и полковник Пабло Лусеро разбили унитаристов в Сьерра-де-лас-Кихадас, а Вилела был полностью разгромлен Пачеко в сражении при Сан-Кала.
Альдао оккупировал Ла-Риоху и двинулся на север, оставив Лавалье на левом фланге; глава его охранения Хосе Мария Флорес полностью разгромил Ачу и вынудил его искать убежища в Катамарке, куда отступил и Лавалье.
Брисуэла был убит собственными офицерами в Саньогасте. Полковники Мариано Маса и Иларио Лагас с войсками из Буэнос-Айреса оккупировали Катамарку.

### Кампания в Куйо
В любом случае Лавалье выиграл время, нужное Ламадриду для реорганизации армии в Тукумане. Когда тот был готов, то отправился на юг и встретился с Лавалье в Катамарке. Там они решили разделиться: Лавалье оставался в провинции Тукуман ждать Орибе, а Ламадрид должен был направиться в регион Куйо.
Ламадрид направился в провинцию Ла-Риоха, где включил в свою армию силы Пеньялосы, и отправил Ача в провинцию Сан-Хуан. Во главе 800 человек тот неожиданно напал на губернатора Бенавидеса у входа в провинцию, и рассеял его войска. На следующий день, 16 августа, он уничтожил превосходящие силы Альдао в сражении при Ангако (хотя и сам потерял половину своих людей), а затем оккупировал Сан-Хуан.
Однако Бенавидес смог реорганизовать свои силы и, атаковав неготового Ача, разгромил его в сражении при Чакарилье. Ача попал в плен, и несколько недель спустя был казнён.
Ламадрид прибыл в Сан-Хуан через несколько дней и обнаружил, что федералисты оставили эту провинцию. Тогда он направился в провинцию Мендоса, где назначил губернатора и стал ждать Альдао. Однако это дало возможность объединиться силам Бенавидеса и Пачеко; последний принял командование над армией и 24 сентября разгромил Ламадрида в сражении при Родео-дель-Медио. Остаткам армии унитаристов пришлось через покрытые снегом Анды отступить в Чили.

### Гибель лидеров унитариев
Орибе прошёл через провинцию Сантьяго-дель-Эстеро, где соединился с Альдао, Масой, Лагосом, а также подкреплениями под командованием Эухенио Гарсона, направленными из прибрежной части страны. Оттуда он направился в провинцию Тукуман, где 19 сентября 1841 года сошёлся с Лавалье в сражении при Фамаилье и одержал полную победу.
Проигравшие бежали в провинцию Сальта, где Лавалье намеревался организовать сопротивление, однако люди из провинции Корриентес, сопровождавшие его долгое время, покинули его. Тогда он уехал в провинцию Жужуй, где был убит федералистами. Его офицеры во главе с Хуаном Эстебаном Педернерой вывезли его останки в Боливию.
Авельянеда бежал на север, но был выдан Орибе главой своего эскорта. По приказу Мариано Маса он и несколько его офицеров (включая Вилелу) были в присутствии Орибы обезглавлены в Сан-Хосе-де-Метан.
Полковник Мариано Маса вторгся в провинцию Катамарка и 29 октября разгромил губернатора Кубаса в самом центре Сан-Фернандо-дель-Валье-де-Катамарка. В тот же день Кубас и его офицеры были расстреляны на главной площади города. Северная коалиция прекратила своё существование.

### Эпилог: кампания Пеньялосы против Росаса
Аргентинские эмигранты в Чили придумали новый план того, как вернуться к власти на севере Аргентины. Кампанию возглавил Пеньялоса (по прозвищу «Чачо»). Пеньялоса выдвинулся из Копьяпо вместе с бывшим губернатором провинции Сан-Хуан Мартином Янсоном, Тристаном Давилой, Флорентином Сантосом де Леоном, и примерно сотней солдат. В марте 1842 года они прибыли в Сан-Хосе-де-Хачаль в провинции Сан-Хуан, где к ним присоединился прославившийся впоследствии Фелипе Варела. Против них выдвинулся губернатор Бенавидес, поэтому они отступили на север, вторгнувшись в западную часть провинции Катамарка.
«Чачо» на несколько дней оккупировал Ла-Риоху, а затем направился в Льянос, где набрал значительное количество добровольцев. В июне он вернулся в Ла-Риоху, уклонившись от Бенавидеса (который назначил губернатором Лукаса Льяноса), и направился в Катамарку, где был разбит губернатором Сантосом Ниева-и-Кастильей. Оттуда он направился в Сантьяго-дель-Эстеро, а Бенавидес последовал за ним.
Пеньялоса вторгся в провинцию Тукуман, где разбил губернатора Гутьерреса и занял столицу провинции. Так как он испытывал нехватку лошадей, то отправил своих людей на их поиски, и в это время его настиг и разгромил Бенавидес.
Пеньялоса стал отступать на юг, следуя через Тафи-дель-Валье, Санта-Марию (где был убит полковник Янсон), Фиамбалу, Винчину и, наконец, Хачаль. Через несколько дней Флорентин Сантос потерпел поражение в долине Кальчаки и через некоторое время был расстрелян. Вместо того, чтобы обратиться в бегство, Пеньялоса через Фаматину вернулся в Льянос, где огромный престиж среди гаучо позволил ему пополнить свои силы и снабдить их лошадьми.
Бенавидес задержался на полгода, однако в январе 1843 года разгромил Пеньялосу на западе Льянос. Тот бежал в Винчину, где смог одержать незначительную победу. Однако он вновь был разгромлен в Леонсите (возле Кордильер), и в итоге был вынужден бежать в Чили.
В январе 1845 года он предпринял ещё одну попытку занять регион Льянос, однако в бою у Теларильо был разбит губернатором Ла-Риохи Иполито Тельо. Он бежал в Сан-Хуан, где Бенавидес предоставил ему убежище.

## Альянс против Росаса в прибрежной части страны

### Сражение при Каагуасу и контратака Паса
Ферре собрал в Корриентесе третью армию против Росаса, и отдал её под командование генерала Паса. Избавившись от Лавалье, Эчагуэ в феврале 1841 года вторгся в Корриентес, но после нескольких небольших стычек вторгшиеся войска вернулись в свою провинцию, так как Лавалье собрался оккупировать Санта-Фе. У Паса появилось несколько месяцев на реорганизацию армии, и он принял в её ряды несколько кадровых офицеров, прибывших из Монтевидео. Ферре подписал новый договор с Риверой — единственным человеком, который мог эффективно помочь ему вторгнуться в Аргентину.
Росас отправил все доступные войска Орибе, поэтому не дожидаясь помощи Эчагуэ вторгся в Корриентес в сентябре 1841 года. Пас отступил к Рио-Корриенте, оставив передовые посты генералам Анхелю Нуньесу и Хоакину Мадариаге. Вскоре после этого прибыли корриентесцы, сражавшиеся в войсках Лавалье, которые принесли известия о разгроме Лавалье при Фамаилья. Также в это время в Корриентес прибыл посланник от губернатора провинции Санта-Фе Хуана Пабло Лопеса, желавшего обсудить возможность союза между провинциями Корриентес и Санта-Фе.
В армии Эчагуэ было 5000 ветеранов и такие способные лидеры, как Сервандо Гомес и Хуан Баутиста Торне (хотя лучший из его генералов — Хусто Хосе де Уркиса — отсутствовал). 28 ноября Эчагуэ атаковал с фронта оборонительную позицию Паса при Каагуасу, и ложное отступление кавалерии последнего завлекло энтре-риосскую кавалерию в ловушку, в которой она была полностью разгромлена, потеряв 1356 человек убитыми и ранеными, и 800 — пленными; сам Эчагуэ еле-еле смог спасти свою жизнь.
В январе 1842 года Пас вторгся в провинцию Энтре-Риос с территории провинции Корриентес, а Ривера — с территории Уругвая. Хоть Ривера и являлся номинальным командующим объединённой армии, но Пас, не доверяя ему, двинулся вперёд и занял город Парана; Уркиса спасся на островах в дельте реки Парана, и на некоторое время сбежал в провинцию Буэнос-Айрес.
Интервенты поставили губернатором Педро Пабло Сегуи, утверждённого законодательным собранием. Вскоре в Паране появился Педро Ферре, желающий получить с оккупированной провинции высокую компенсацию. Пас решил защитить права энтрериосцев, у которых уже был губернатор, принятый законодательным собранием. В ответ Ферре 20 марта вернулся в свою провинцию и забрал с собой всю свою армию. У Паса остались лишь энтрериосцы, находящиеся в заключении в Каагуасу, и милиция из Параны. Ривера, в свою очередь, занялся тем, что стал угонять в Уругвай весь попадающийся ему скот.

### Неудачная смена стороны Хуаном Пабло Лопесом
Губернатор провинции Санта-Фе Хуан Пабло Лопес начал контактировать с оппонентами Росаса ещё с начала 1840-х. Однако, будучи занятый сначала Лавалье, а потом полковником Хасинто Андрадой, который вторгся вслед за Орибе, он не пытался восстать против Росаса. После сражения при Каагуасу он решил, что время пришло, и 5 ноября через министра Сантьяго Дерки заключил формальный союз с провинцией Корриентес.
Однако разногласия между Ферре и Пасом лишили Лопеса любой помощи извне. Росас послал против него армию Орибе, которая состояла из сантафеской дивизии Андрады, и буэносайреской дивизии под командованием Паскаля Эчагуэ, который также был уроженцем Санта-Фе, её авангард возглавлял полковник Мартин де Санта Колома. Эти войска разбили сантафесцев при Монте-Флорес и заняли Росарио.
Вскоре прибыл и Орибе. Лопес отступил на север, оставив генерала Хуана Апостола Мартинеса прикрывать отход. Однако тот потерпел поражение и был убит, а его жертва оказалась напрасной, так как через несколько дней Андрада настиг Лопеса под Коластине и разбил его. С небольшим остатком своей армии тот бежал в провинцию Корриентес.
За свою измену провинция Санта-Фе подверглась серьёзному наказанию, пока её губернатором не был избран Паскаль Эчагуэ. Он возглавлял её почти десять лет.

### Сражение при Арройо-Гранде
Власть генерала Паса в провинции Энтре-Риос не выходила за пределы города Парана, и не пользовалась общественной поддержкой. Ривера также не присылал никакой помощи, поэтому 29 марта Пас ушёл на восток. По пути почти все его солдаты дезертировали.
3 марта гарнизон и население Параны провозгласили губернатором Уркису, в то время как местные командующие в течение трёх месяцев взяли под контроль остальные населённые пункты провинции. Тем временем Пас встретился в Пайсанду с Риверой, Лопесом и Ферре, и они подписали новый договор о союзе, в соответствии с которым верховное командование переходило в руки Риверы. Пас подал в отставку и отправился в Монтевидео.
Избавившись от Паса, Ферре отправил основную часть своей армии в северо-восточную часть провинции Энтре-Риос, отдав её под командование Риверы. Пока Ривера сосредотачивал свои силы в районе Конкордии, Орибе медленно продвигался туда же, включив по пути в свои войска силы Уркисы а также некоторые новые подкрепления, присланные Росасом.
В итоге две армии сошлись 6 декабря в крупнейшем по числу участников сражении всех гражданских войн в Аргентине. Благодаря своему численному и организационному превосходству аргентинские федералисты и уругвайские «бланкос» одержали полную победу над аргентинскими унитаристами и уругвайскими «колорадос». Проигравшие ринулись через реку Уругвай; источники унитаристов утверждают, что Орибе и Уркиса расстреляли тех солдат и офицеров, кто не успел уйти.
Вскоре после этого Уркиса вторгся в провинцию Корриентес, где не встретил никакого сопротивления: Ферре бежал в Парагвай, а большинство его офицеров — в Бразилию. Уркиса обеспечил губернаторство федералисту Педро Кабралю, и перед возвращением в свою провинцию оставил два гарнизона из числе энтрериосцев для защиты от возможных вторжений.

## Война на территории Уругвая и провинции Корриентес

### Осада Монтевидео
После победы при Арройо-Гранде Орибе пересёк реку Уругвай и начал марш на Монтевидео. В отличие от Риверы, у которого спаслась только кавалерия, Орибе вёл большой обоз с артиллерией, боеприпасами, амуницией и т. п. Это делало его продвижение очень медленным и дало защитникам Монтевидео время на подготовку к обороне.
Власти Монтевидео поручили дело организации обороны города генералу Пасу. Он включил в состав своих сил большое количество беженцев из Аргентины и европейских иммигрантов (фактически, иностранцы составили более половины защитников города). Также была дарована свобода чернокожим рабам при условии, что они будут служить в милиции. Ривера, прибыв в Монтевидео, протестовал против мер, предпринятых Пасом, и потребовал его замены, однако не смог переубедить городские власти. Взяв часть своих кавалерийских сил, он покинул город с целью беспокоить Орибе налётами.
Орибе появился перед городом 16 февраля 1843 года, и предпринял ряд слабых атак на городские укрепления, которые были отбиты. Желая избежать кровавой бойни и добиться победы другими средствами, он расположился в Серрито и объявил город осаждённым.
Пока шла эта многолетняя «осада» (бывало, что проходили целые месяцы без каких-либо стычек между осаждающими и осаждёнными), Орибе собрал в Мигелете Национальный конгресс из тех депутатов, что были распущены Риверой в 1838 году, и тот назначил его президентом. Сформированное там правительство стало известно как Серритское правительство, в то время как в осаждённом городе было сформировано Правительство обороны под руководством Хоакина Суареса (который был избран в качестве временного президента тамошней хунтой по окончании срока президентских полномочий Риверы, которые истекли 1 марта 1843 года).
Чтобы поддержать Орибе, Росас приказал адмиралу Брауну организовать блокаду порта, однако присутствие английской и французской эскадр не позволило проделать это эффективно. Благодаря поддержке Франции и Великобритании Монтевидео продолжал функционировать как колониальный анклав, в то время как остальная часть Уругвая находилась под полным контролем «бланкос».

### Пас и братья Мадариага возвращаются в Корриентес
13 марта 1843 года 108 выходцев из провинции Корриентес, возглавляемые братьями Хоакином и Хуаном Мадариагой пересекли реку Уругвай в том месте, где сейчас находится город Пасо-де-лос-Либрес. Вскоре после этого к ним присоединились силы под командованием Никанора Касереса, и они объединёнными усилиями 6 мая разгромили Хосе Мигеля Галана неподалёку от столицы провинции. Быстро выбранное новое законодательное собрание избрало губернатором Хоакина Мадариагу.
Вскоре братья Мадариага во главе 4500 человек (в основном кавалеристов) вторглись в провинцию Энтре-Риос воспользовавшись тем, что Уркиса воевал в Уругвае. Они оккупировали Конкордию и Сальто, оставив последний под управлением офицеров Фруктуосо Риверы. Разгромив генерала Гарсона, они заняли Гуалегуайчу. Там они узнали, что Уркиса, разбивший Риверу, возвращается в родную провинцию, поэтому начали быстро отступать на север, что вскоре превратилось в бегство.
Вскоре после этого губернатор заключил торговое соглашение и военный союз с президентом Парагвая Карлосом Антонио Лопесом. Вскоре в Корриентес прибыл генерал Пас, которому было передано военное руководство провинцией, а также — по его настоянию — некие «общенациональные» полномочия по руководству действиями против Росаса. Он быстро реорганизовал армию, приготовившись встретить возвращающегося Уркису. Однако губернатор провинции Энтре-Риос предоставил Пасу время на то, чтобы тот перехватил инициативу.

### Кампании во внутренней части Уругвая
Правительство Орибе управляло почти всем Уругваем, однако генерал Ривера умудрялся ускользать со своими войсками, хотя и не контролировал практически никакой территории. Уркиса — губернатор провинции Энтре-Риос, преследовавший Риверу почти два года — вошёл со своими войсками на территорию Уругвая, и осознав, что ничего не добьётся мелкими стычками, отправился на северо-восток страны и перерезал коммуникации Риверы с Бразильской империей, вынудив его 27 марта 1845 года вступить в сражение. Битва завершилась полной победой Уркисы: он потерял всего 160 человек, в то время как Ривера — 1700. Ривера был вынужден покинуть страну и бежать в Бразилию.
«Колорадос», практически полностью лишившиеся контроля над внутренней частью страны, попытались восстановить положение нападениями флотилии, руководимой Джузеппе Гарибальди. В августе 1845 года он захватил и разграбил Колонию, а несколько недель спустя проделал то же самое с островом Мартин-Гарсия и Гуалегуайчу. Затем он захватил города Фрай-Бентос, Пайсанду и Сальто, но в итоге попал в ловушку и был разбит; вскоре после этого он вернулся в Италию.
В конце того же года Фруктуосо Ривера вернулся морем в Монтевидео и, совершив переворот, вновь захватил власть, однако после провала переговоров, которые он предложил Орибе, был окончательно изгнан в Бразилию.

### Поражение унитаристов в провинциях Санта-Фе и Корриентес
Флотилия, организованная Пасом в провинции Корриентес, доминировала на реке Парана к северу от Санта-Фе. Имея такое прикрытие, Хуан Пабло Лопес неожиданно появился возле города, разбил полковника Санта Колому и вынудил Эчагуэ бежать в Буэнос-Айрес. 6 июня 1845 года он принял на себя управление провинцией, но посвятил себя в основном грабежу земляков, связанных с Эчагуэ.
Всего через месяц Эчагуэ вернулся и вынудил его бежать. Он двинулся на север, заботясь лишь о сохранности своего имущества. Это позволило федералистам настигнуть его и полностью разгромить 12 августа под Малабриго (в районе современной Реконкисты).
Англо-французская эскадра попыталась обеспечить свободу судоходства по реке Парана, чтобы установить связь между Уругваем и провинцией Корриентес, и 20 ноября 1845 года прорвала аргентинский заслон в битве при Вуэльта де Облигадо. Флотилия достигла портов провинции Корриентес и разгрузилась там, однако на обратном пути была вновь атакована федералистами. Несмотря на военный успех, с экономической точки зрения предприятие окончилось полным провалом, и больше подобные попытки не предпринимались.
В январе 1846 года шеститысячная армия Уркисы начала вторжение в провинцию Корриентес. В её составе было много выходцев из этой провинции, которыми командовали братья Хосе Антонио и Бенхамин Вирасоро. Пас решил устроить им ловушку подобную той, что принесла ему победу при Каагуасу, и отступил далеко на север. Однако Хуан Мадариага поспешил схватиться с Уркисой, потерпел поражение в сражении при Лагуна-Лимпиа и попал в плен. Из имевшейся при Мадариаге переписки Уркиса узнал о планах Паса, поэтому он некоторое время преследовал его, но не стал вступать в бой, а вернулся в Энтре-Риос. Стратегия Паса привела к тому, что Уркиса смог пройтись по всей провинции и безнаказанно её разграбить.

### Конец восстания в провинции Корриентес
Уркиса начал с Мадаригой переговоры о мире. Пас был абсолютно против этого, и при поддержке ряда депутатов, попытался свергнуть губернатора, но потерпел неудачу и бежал в Парагвай, что привело к разрыву союза провинции Корриентес с этой страной.
Уркиса освободил Хуана Мадариагу и, используя его в качестве посредника, подписал с его братом 17 августа Договор в Алькасаре, в соответствии с которым провинция Корриентес возвращалась в состав Аргентинской Конфедерации и подтверждала приверженность Пакту федералистов. Однако договор имел и секретную часть, в соответствии с которой провинция Корриентес освобождалась от обязанности вести войну против уругвайского правительства в Монтевидео, Франции и Великобритании.
Росас отказался признавать договор, и Мадариага в ответ пригласил Уркису вместе с ним выступить против губернатора провинции Буэнос-Айрес. После нескольких месяцев переговоров Уркиса 4 ноября вторгся в Корриентес, а навстречу ему выступил полковник Касерес. Состоявшееся 26 ноября сражение при Венсесе завершилось полной победой федералистов. Братья Мадариага бежали в Парагвай, а федералисты восстановили Законодательное собрание, действовавшее во времена администрации Кабраля. Оно избрало губернатором Бенхамина Вирасоро, и провинция полностью вошла в состав Конфедерации.
Следующим логичным шагом для Орибе и Росаса было подписание мира с Великобританией и Францией; падение Монтевидео после этого становилось лишь вопросом времени.

## Конец Великой войны и сражение при Касеросе

### Конфликты во внутренней части страны до сражения при Касеросе
Словно дождавшись окончания восстания в провинции Корриентес, в начале 1848 года начались восстания во внутренней части страны, при этом как восставшие, так и власти, против которых они восставали, провозглашали себя сторонниками Росаса.
В провинции Мендоса губернатор Педро Паскуаль Сегура был смещён по указанию Росаса в марте 1847 года. Новый губернатор Роке Мальеа столкнулся с восстанием, поднятым против него полковником Хуаном Антонио Родригесом, который 10 марта 1848 года потерпел поражение от генерала Бенавидеса и был расстрелян.
Восстание в провинции Сан-Луис в октябре 1848 года смогло сбросить губернатора Лусеро, но он сумел быстро восстановить свою власть.
Губернатор провинции Ла-Риоха Висенте Мота, который в 1845 году сверг Иполито Тельо, сам в свою очередь был в марте 1848 года свергнут «Чачо» Пеньялосой. Его сменил истинный организатор переворота Мануэль Висенте Бустос, которого с трудом можно было назвать сторонником Росаса (позднее он перешёл на сторону Уркисы, и в итоге стал сторонником Митре). Мота трижды пытался вернуться к власти, но в итоге по приказу Бустоса был расстрелян в июле 1851 года.
В провинции Жужуй губернатор Мариано Итурбе, правящий с 1841 года, отказался участвовать в новых выборах в 1849 году. Вместо него губернатором стал Педро Кастаньеда, но он был вскоре свергнут полковником Сантибаньесом. При поддержке из провинции Сальта Кастаньеда вернул себе власть, однако вскоре его сменил унитарист Хосе Лопес Вильяр. Генерал Итурбе восстал и сверг Вильяра, расстреляв его в тот же день.
После того, как скончался правивший провинцией Сантьяго-дель-Эстеро Хуан Фелипе Ибарра, его заменил его партнёр Мауро Карранса. На выборах он, однако, проиграл племяннику Ибарры Мануэлю Табоаде, поэтому выборы были отменены. Антонино Табоада — брат Мануэля — осадил столицу провинции, вынудив Каррансу бежать в провинцию Тукуман, и в начале октября Мануэль Табоада приступил к исполнению своих обязанностей. Селедонио Гутьеррес попытался помочь Каррансе, однако тут в провинцию Тукуман вторгся полковник-унитарист Хуан Крисостомо Альварес. Гутьеррес разгромил его и расстрелял 17 февраля 1852 года, а через несколько дней пришли известия о сражении при Касеросе, которые могли бы спасти ему жизнь.

### Конец блокады и восстание Уркисы
В связи с отсутствием иных союзников, кроме защитников Монтевидео, а также хорошими отношениями с Росасом, Великобритания решила прекратить блокаду Ла-Платы и, не дожидаясь Франции, подписала с буэнос-айресским правительством Договор Араны-Саузерна. Французское правительство также решило завершить конфликт, и в январе 1850 года был подписан договор Араны-Лепредура.
Росас утверждал, что, тем не менее, мир в стране ещё не наступил, и поэтому не настало время для конституционного оформления ситуации. Чтобы усилить давление на осаждённый город, он запретил и ту мелкую торговлю со стороны провинции Энтре-Риос, которую он до этого терпел. Однако основным получателем выгоды от этой торговли был генерал Уркиса.
Хотя падение Монтевидео должно было привести к окончательному миру, Росас, учитывая возможность вступления в войны Бразильской империи на стороне защитников Монтевидео, отправил оружие Уркисе, чтобы тот мог организовать новый фронт против Бразилии. Уркиса интерпретировал это как желание Росаса опять отложить принятие новой Конституции. Он установил контакт с правительством в Монтевидео, возобновил союз с губернатором провинции Корриентес, и договорился с Бразильской империи о финансовой помощи возможному восстанию.
1 мая 1851 года законодательное собрание провинции Энтре-Риос удовлетворило постоянные обращения Росаса к правительству провинции Буэнос-Айрес, и возобновило полномочия провинции по самостоятельному ведению внешней политики и устройству обороны. Через несколько дней изменения в законодательстве провинции Энтре-Риос были продублированы в провинции Корриентес.

### «Великая армия»
Пресса Буэнос-Айреса описала действия провинций Энтре-Риос и Корриентес как «предательство». Все прочие провинции пообещали помощь против «сумасшедшего предателя, унитариста Уркисы», и назвали Росаса «верховным главой нации», однако никто не двинулся на его защиту. За многие годы Росас проявил себя эффективным бюрократом, однако он уже потерял способность действовать: теперь он просто ждал.
В конце мая правительства Корриентеса, Энтре-Риоса, Монтевидео и Бразильской империи заключили между собой союз, нацеленный на изгнание Орибе из Уругвая и проведение свободных выборов в этой стране. Если бы, как это ожидалось, Росас объявил войну одному из участников союза, то все должны были бы объединиться для отпора.
В качестве первого шага по выполнению этого плана Уркиса вторгся в Уругвай во главе 6-тысячной армии. С ним шёл генерал Эухенио Гарсон и присоединившиеся войска уругвайских «бланкос», одновременно в северную часть страны вторглись бразильские войска. В ответ Росас объявил войну Бразилии.
Оставшись фактически в одиночестве, Орибе был вынужден 8 октября подписать договор с Уркисой, в соответствии с которым снималась осада с Монтевидео, а он сам уходил в отставку. Президентом был провозглашён генерал Гарсон, однако он так и не приступил к исполнению своих обязанностей, так как вскоре скончался, и поэтому президентом стал Хуан Франсиско Хиро.
Империя принудила новое правительство Уругвая признать заключённые договоры, в соответствии с которыми Уругвай терял значительную часть территории на севере страны. Кроме того, за Бразилией признавалось право на вмешательство во внутреннюю политику своего соседа без какого-либо внешнего контроля.
Уркиса насильно включил войска Росаса в свою армию, поставив их под командование офицеров-унитаристов, и с этого времени она называлась «Великой армией». В конце ноября Бразилия, Уругвай, а также провинции Энтре-Риос и Корриентес объявили войну Росасу.

### Сражение при Касеросе
«Великая армия» сконцентрировалась в Дьяманте, и на Рождество 1851 года пересекла реку Парана; пехота и артиллерия были перевезены на бразильских военных кораблях, в то время как кавалерия форсировала реку вплавь. После прибытия на территорию провинции Санта-Фе к ней присоединились силы из провинции Росарио. Эчагуэ со своими войсками покинул столицу провинции Санта-Фе, и место губернатора занял прибывший с захватчиками Доминго Креспо. Не имея поддержки от Пачеко, который находился в Сан-Николасе, Эчагуэ продолжил свой путь в провинцию Буэнос-Айрес.
Стоявший во главе буэнос-айресской армии Пачеко отступил без боя, а в итоге оставил свой пост, не уведомив об этом губернатора. В итоге во главе армии стал сам Росас. Он был прекрасным политиком и организатором, но абсолютно некомпетентным военным. Он не стал искать места для боя или отступать в столицу, а просто остался ждать в Сантос-Лугарес.
3 февраля 1852 года состоялась битва при Касеросе — крупнейшее сражение в истории Южной Америки по числу участников. Когда стало ясно, что битва проиграна, Росас отступил, и по пути в столицу написал заявление об уходе в отставку, после чего тайно отплыл в Великобританию, чтобы больше никогда не вернуться.

### Последствия сражения при Касеросе
Буэнос-Айрес погрузился в замешательство, а Уркиса занял виллу Росаса в Палермо. Два дня спустя Висенте Лопес-и-Планес был назначен губернатором штата Буэнос-Айрес, а он сам в качестве министра правительства назначил Валентина Альсину — лидера унитаристов, изгнанного в Монтевидео. Вместе с ним в Буэнос-Айрес прибыли Доминго Фаустино Сармьенто, Бартоломе Митре, генерал Ламадрид, Лопес, Висенте Фидель и Хуан Мария Гутьеррес. В последующие месяцы приехали генерал Пас и многие другие изгнанники.
20 февраля, в годовщину сражения при Итусаинго, по Буэнос-Айресу прошли парадом бразильские войска.
Вскоре начались трения между федералистами и унитаристами: последние стали стараться ввести в стране то самое главенство Буэнос-Айреса, которое защищал Росас. Унитаристы победили на выборах в новое Законодательное собрание, однако согласились с тем, чтобы губернатором был Висенте Лопес.
Во многих провинциях были свергнуты губернаторы: Итурбе в Жужуе был расстрелян, а Хосе Мануэль Саравия в Сальте по крайней мере смог сохранить жизнь; военный путч в Кордове сбросил «Кебрачо» Лопеса, а в Мендосе генерал Сегура вынудил Мальею уйти в отставку и вернулся в кресло губернатора.
Уркиса пригласил представителей остальных провинций встретиться в Сан-Николас-де-лос-Арройос, где в конце мая было подписано Сан-Николасское соглашение о созыве Генерального Конституционного Конгресса, который должен был одобрить Конституцию, учитывающую пакты, связывающие провинции между собой. Сам Уркиса пока стал Временным Директором Конфедерации, то есть главой исполнительной власти.
Пока происходили эти события, губернаторов провинций Тукуман и Сан-Хуан свергли в их отсутствие. Бенавидес без проблем вернул себе власть, а Гутьерресу пришлось делать это силой. Через несколько месяцев Вирасоро в провинции Корриентес также был свергнут, и заменён министром Уркисы Хуаном Пухолем.
Лишь четверо губернаторов сохранили свои мандаты после 1852 года: Табоада в Сантьяго-дель-Эстеро и Бустос в Ла-Риохе, вовремя менявшие стороны, Лусеро в Сан-Луисе, и сам Уркиса.

### Наступление либералов на севере
Селедонио Гутьеррес отправился в провинцию Катамарка, пока восстание, сбросившее губернатора-унитариста Мануэля Эспиносу, не позволило ему вернуться в январе 1853 года в его собственную провинцию. Там он смог разгромить Табоаду в сражении при Арройо-дель-Рей, в котором Эспиноса лишился жизни.
В октябре Гутьеррес вторгся в провинцию Сантьяго-дель-Эстеро, и без какого-либо сопротивления занял столицу провинции. Однако у него в тылу Табоада занял Сан-Мигель-де-Тукуман, назначив губернатором священника Хосе Марию дель Кампо. Поэтому Гутьерресу пришлось возвращаться в свою провинцию, где он, несмотря на поражение, смог занять столицу провинции, в то время как Кампо оккупировал юг провинции. Наконец, на Рождество 1853 года, братья Табоада разбили Гутьерреса, и он отправился в изгнание в Боливию. Кампо встал во главе провинции, бросая федералистов в тюрьмы и казня их.
С этого момента Мануэль Табоада возглавил союз «либеральных» провинций северо-запада страны: Тукуман, Сальта и Сантьяго-дель-Эстеро. Они противостояли правлению Уркисы и были союзниками провинции Буэнос-Айрес.
В провинции Корриентес губернатор Пухоль столкнулся с рядом направленных против него восстаний. Восстание, поднятое в феврале 1853 года Хосе Антонио Вирасоро, было подавлено генералом Касересом — тем самым, который посадил Пухоля в губернаторское кресло. Когда Пухоль отстранил его от командования — Касерес поднял против него восстание, был разбит и отправился в изгнание в провинцию Энтре-Риос. Оттуда он попытался вернуться в августе 1854 года и в феврале следующего года, но обе попытки провалились.

## Конфедерация против Государства Буэнос-Айрес

### Восстание в Буэнос-Айресе
Законодательное собрание штата Буэнос-Айрес отвергла соглашение, подписанное в Сан-Николасе: ему не понравилось, что в Конгрессе не будет пропорционального представительства, которое позволяло Буэнос-Айресу контролировать предыдущие конгрессы. В ответ Уркиса распустил собрание, закрыл оппозиционные газеты и оккупировал правительство.
Однако, когда Уркиса покинул город, 11 сентября разразилась революция. Распущенное Законодательное собрание встретилось вновь и избрало губернатора — сначала Мануэля Гильермо Пинто, а затем Валентина Альсину.
Буэносайресцы организовали три армии. Первая из них под командованием генерала Паса разместилась в Сан-Николасе, чтобы потом вторгнуться в провинцию Санта-Фе. Две другие (одна под командованием Хуана Мадариаги, а другая — Мануэля Орноса) вторглись в провинцию Энтре-Риос, но была быстро разбита.
В конце ноября в Буэнос-Айресе произошло восстание бывших соратников Росаса против правительства, в котором доминировали унитаристы. Полковники Иларио Лагос, Рамон Бустос, Хосе Мария Флорес и Херонимо Коста взяли город в осаду. Вскоре после этого полковник Педро Росас-и-Бельграно попытался устроить в провинции восстание в пользу унитаристов, однако был разбит в сражении при Сан-Грегорио в устье реки Саладо. Уркиса присоединился к осаде Буэнос-Айреса, однако боевой дух осаждающих быстро падал, а Джон Коу, командовавший блокирующим Буэнос-Айрес флотом Уркисы, был подкуплен и перешёл на сторону Буэнос-Айреса. После бегства ряда подразделений, в которых служили выходцы из провинции Буэнос-Айрес, Уркиса в июне 1853 года снял осаду.
С этого момента Государство Буэнос-Айрес существовало отдельно от Аргентинской конфедерации и приняло собственную конституцию, оставлявшую возможность для провозглашения полной независимости. В Конфедерации Уркиса был избран президентом, не имея никакой оппозиции.

### Вторжения федералистов в Буэнос-Айрес
Большинство федералистов из Буэнос-Айреса выехало в Парану, Росарио или Монтевидео, и они планировали вернуться путём осуществления вторжения в провинцию. В январе 1854 года Лагос смог на несколько дней оккупировать северную часть провинции. В ноябре генерал Коста начал наступление силой отряда в 600 человек, но генерал Орнос разбил его в сражении при Эль-Тале и вынудил отступить.
В декабре 1855 года последовала новая попытка: Хосе Мария Флорес высадился в Энсенаде, а Коста — в Сарате. Губернатор Пастор Облигадо вынес всем офицерам, участвующим во вторжении, смертные приговоры, объявив их бандитами, а не врагами, и приказал казнить их без суда. После того, как Флорес потерпел поражение, Коста двинулся к Буэнос-Айресу со своим немногочисленным войском, но 31 января 1856 года он был разбит Эмилио Конесой под Сан-Хусто. Большинство его солдат было убито при сдаче в плен, а офицеров расстреляли два дня спустя. Несмотря на то, что федералисты требовали мести, эти массовые казни вынудили Уркису более тщательно контролировать своих буэнос-айресских союзников.
В последующие годы между Конфедерацией и Государством Буэнос-Айрес сохранялся мир, однако буэносайресцы оказались вовлечены в уругвайскую революцию 1858 года — фактически, буэнос-айресское вторжение в Уругвай, осуществлённое генералом Сесаром Диасом. Предприятие завершилось так называемой «резнёй в Кинтеросе», которая способствовала обострению настроений в этой стране, и заставила изгнанников в Уругвае вновь ощутить себя аргентинцами. С тех пор уругвайские изгнанники во главе с Венансио Флоресом объединились с правительством Буэнос-Айреса, обещая месть против «бланкос».

### Беспорядки в Куйо
Мир, достигнутый такой большой кровью, не продлился долго. Первое его нарушение произошло в провинции Ла-Риоха, где генерал Анхель Висенте Пеньялоса (по прозвищу «Чачо») сверг губернатора и заменил его на Мануэля Висенте Бустоса.
В марте того же года произошло восстание федералистов в провинции Сан-Хуан, где к власти вернулся ушедший в отставку за год до этого Насарио Бенавидес. Интервенция федералистов, совершённая по приказу Уркисы, позволила избрать губернатором унитариста Мануэля Хосе Гомеса, однако милиция осталась под командованием Бенавидеса, который также получил титул командующего Западной армией Конфедерации. Гомес арестовал Бенавидеса по обвинению в заговоре и казнил; по поводу его смерти состоялись публичные празднества в провинциях Сан-Хуан и Буэнос-Айрес.
Опять произошла интервенция в провинцию Сан-Хуан, и губернатором стал военный инспектор Хосе Антонио Вирасоро. Командование Западной армией было передано Пеньялосе, получившему звание генерала.

### Сражение при Сепеде
Провал попыток вторжения в Государство Буэно-Айрес вынудил Уркису пойти на переговоры о мирном воссоединении мятежного штата с Конфедерацией, но они также завершились неудачей. Насилие на выборах в Буэнос-Айресе привело к тому, что у кандидата-федералиста там выиграл кандидат-унитарист Валентин Альсина. А экономическая ситуация в Конфедерация была гораздо менее прочной, чем в Государстве Буэнос-Айрес.
Из-за провокации в провинции Сан-Хуан Конгресс принял закон, позволяющий Уркисе использовать армию для насильственного воссоединения со штатом Буэнос-Айрес. Стоящий во главе буэнос-айресской армии Бартоломе Митре двинул войска на север, в то время как буэнос-айресский флот блокировал столицу Конфедерации город Парана. В середине октября эскадра Конфедерации после короткого сражения прорвалась мимо острова Мартин-Гарсия и встала на якорь перед Буэнос-Айресом.
23 октября состоялось сражение при Сепеде, в котором со стороны Конфедерации участвовала 14-тысячное войско при поддержке индейцев, а со стороны Буэнос-Айреса — 9-тысячная армия. Кавалерия федералистов доминировала на поле боя с самого начала, и когда пехота конфедератов смогла потеснить противников — исход битвы был решён. Митре потерял 20 пушек, 100 человек убитыми и 2000 пленными; конфедераты потеряли убитыми больше, но лишили противника кавалерии. Два дня спустя, погрузив остатки армии на корабли, проигравшие отступили в Буэнос-Айрес.
Уркиса подошёл к городу, но не стал занимать его, а встал лагерем в Сан-Хосе-де-Флорес. Альсина ушёл в отставку, и был подписан Пакт национального воссоединения в соответствии с которым провинция Буэнос-Айрес де-юре вошла в состав Аргентинской конфедерации. В соответствии с условиями Пакта, правительство Буэнос-Айреса предложило реформы Конституции, быстро принятые Национальным Конвентом, которые гарантировали Буэнос-Айресу продолжение получения доходов от таможенных сборов в течение шести лет, а также некоторый экономический контроль над остальной частью страны.
Вскоре президентом Конфедерации был избран Сантьяго Дерки.

### Гражданская война в Куйо и Кордове
Правительство Вирасоро не было популярно в Сан-Хуане. Унитаристы считали его деспотом, а Сармьенто открыто призывал из Буэнос-Айреса к восстанию и убийству. В ноябре 1860 года группа унитаристов напала на губернатора в его доме, и убила его самого и ряд его родственников. Законодательное собрание (под давлением Гомеса) избрало новым губернатором Антонино Аберастаина.
Дерки санкционировал вмешательство в дела провинции, назначив губернатором полковника Хуана Саа, который требовал выдачи убийц Вирасоро. Аберастаин отказался подчиниться, и собрал армию, чтобы встретить вторжение Саа, но 11 января 1861 года был разбит при Ринконаде-дель-Посито, попал в плен, и через два дня был расстрелян по приказу заместителя Саа — полковника Франсиско Клаверо.
Однако после этого Саа был вынужден вернуться в свою провинцию Сан-Луис, где восстал полковник Хосе Исеас, командовавший войсками на границе с индейскими территориями. Тот проиграл почти без борьбы, и был вынужден бежать в провинцию Кордова.
В Кордове с 1858 года губернатором был Марьяно Фрагейро — либерал и союзник унитаристов. На посту губернатора он занимался преследованием своих оппонентов, но в начале 1860 года был свергнут и провёл несколько дней в заключении. Его сменил Феликс де ла Пенья, посвятивший себя противостоянию с Дерки. Он стал союзником буэнос-айресского правительства и поддержал вторжение Хосе Исеаса в провинцию Сан-Луис. Это вынудило Дерки призвать к интервенции федеральных сил в провинцию Кордова. Однако после этого Дерки не стал назначать нового губернатора, а возглавил провинцию Кордова сам. Там он собрал мощную армию для войны против Буэнос-Айреса, и через несколько дней во главе армии выступил в Росарио, оставив в качестве губернатора Кордовы федералиста Фернандо Феликса де Альенде.

### Сражение при Павоне
Правительство Буэнос-Айреса использовало время, прошедшее после сражения при Сепеде, чтобы усилиться в военном и экономическом плане. В итоге оно объявило об отказе вхождения штата в Конфедерацию, используя в качестве обоснования удаление буэнос-айресских делегатов из Конгресса и убийство Аберстаина. Дерки был обвинён в проведении преступной политики и отсутствии легального и морального права возглавлять общенациональное правительство.
Дерки перебрался в Росарио, и доверил Уркисе собранную в провинции Кордова пехоту, к которой тот добавил большой контингент из провинции Энтре-Риос, в основном состоявший из кавалерии. В целом армия Конфедерации стала насчитывать порядка 17 тысяч человек.
Армия провинции Буэнос-Айрес насчитывала порядка 22 тысяч человек, и в основном состояла из пехоты и артиллерии. Митре двинулся на север и вторгся в провинцию Санта-Фе. Стороны сошлись у ручья Павон, где Уркиса расположился на оборонительной позиции, поставив кавалерию на флангах. Митре атаковал пехотой, но первая попытка была отбита артиллерией конфедератов. Перегруппировавшись, буэнос-айресская пехота пошла в атаку вновь, и смогла потеснить врага. Лично командовавший правым флангом Уркиса, не видя, что происходит на левом фланге, решил не рисковать, бросая в бой резерв, и покинул поле боя вместе со своей кавалерией и резервными частями. Он отошёл к Сан-Лоренсо и, переправившись через реку Парана, отступил в свою провинцию.

### Последствия сражения при Павоне
Силы Митре были вынуждены отступить к Сан-Николас-де-лос-Арройос, тревожимые кавалерией Саа, Лопеса Хордана и буэнос-айресских эмигрантов. Лишь через несколько недель Митре рискнул вновь двинуться вперёд.
Дерки оказался в центре неуправляемого хаоса. Он попытался вступить в переговоры с Митре, но тот потребовал его отставки и роспуска правительства Конфедерации. В итоге Дерки ушёл в отставку и отправился в изгнание в Монтевидео, а правительство возглавил вице-президент Хуан Эстебан Педернера.
Митре занял Росарио и конфисковал средства местной таможни, в результате чего получил возможность для дальнейшего наступления вглубь провинции. Через несколько дней буэнос-айресская армия под командованием бывшего уругвайского президента Венансио Флореса сошлась с остатками кавалерии конфедератов в сражении при Каньяда-де-Гомес, ставшим избиением кавалеристов. Вскоре после этого губернатор провинции Санта-Фе Паскуаль Росас подал в отставку, и новым губернатором провинции стал унитарист Доминго Креспо.
Уркиса не только не двинулся на защиту правительства, но и объявил, что его провинция сохраняет суверенитет — то есть, не признаёт власти общенационального правительства. Он ликвидировал флот Конфедерации, передав корабли Буэнос-Айресу, вновь взял под контроль провинции город Парана, ранее служивший столицей Конфедерации, и доверил руководство общенациональными делами лично Митре. 12 декабря Педернера объявил национальное правительство распущенным.
В провинции Корриентес вести о сражении при Павоне побудили находившуюся в оппозиции Либеральную партию поднять восстание против федералиста Хосе Марии Ролона. Губернатор отправил против восставших небольшой контингент под командованием полковника Каетано Вирасоро, который потерпел поражение в районе города Гоя. Поняв, что война может быть долгой, Ролон подал 8 декабря в отставку, чтобы избежать дальнейшего кровопролития. Вирасоро также ушёл в отставку, а его войска сдались полковнику Регуэре. Провинцию Корриентес возглавил либерал Хосе Мануэль Пампин, позвавший на помощь генерала Касереса. Полковники Акунья и Инсаурральде отказались ему подчиняться, но были разбиты Касересом при помощи генерала Рамиреса в августе 1862 года в сражении при Курусу-Куатия.

### Вторжение в Кордову и Куйо
Из города Кордова местная милиция была забрана для сражения при Павоне, оставлены были лишь те, кто принадлежал к либеральной партии. Они восстали, свергли губернатора Альенде и заменили его на либерала Романа. Посланные для его смещения силы федералистов под командованием полковника Франсиско Клаверо были разбиты комендантом Мануэлем Хосе Оласкоагой. Вскоре в провинцию вторглась буэнос-айресская армия под командованием Венсеслао Паунеро, имея при себе в качестве политического начальника Маркоса Паса. Когда она прибыла в город Кордова, то либералы раскололись на две противоборствующие группы, так что Пас, не будучи кордовцем, решением Паунеро был поставлен во главе правительства. Когда вскоре после этого Пас направился на север, то Паунеро возглавил правительство сам.
Было решено отправить экспедиции в соседние провинции. В Сан-Луис и Мендосу был отправлен Сармьенто, который сверг местные правительства и немедленно направился в Сан-Хуан, возглавив правительство там. В Ла-Риоху был отправлен полковник Эчегарай, а в Катамарку — полковник Хосе Мигель Арредондо. В марте Паунеро организовал выборы, рассчитывая стать избранным губернатором, однако местные либералы его переиграли, избрав губернатором Хустиниано Поссе.
Генерал Саа попытался организовать сопротивление в провинции Сан-Луис, но, видя отсутствие внешней поддержки и усиление оппозиции, ушёл в отставку, передав власть Хусто Даракту, и немедленно эмигрировал в Чили.
В Мендосе губернатор Лауреано Насар легко подавил преждевременное восстание. Жестокость, с которой он это сделал, встревожила некоторых федералистов, которые полагали, что хорошие отношения с Буэнос-Айресом могут помочь им сохранить свою партию. Один из них — полковник Хуан де Диос Видела — в середине декабря сверг губернатора, а буэносайресцы назначили губернатором либерала Луиса Молину.
Губернатор провинции Сан-Хуан, не дожидаясь прибытия буэносайресцев, ушёл в отставку, и у власти временно встал Руперто Годой. Он вновь собрал унитаристское Законодательное собрание, избравшее Аберастаина, и после прибытия армии Риваса передал власть Доминго Фаустино Сармьенто.
Таким образом, за исключением краткой попытки сопротивления в Мендосе, оккупация Куйо прошла бескровно, хотя демократически избранные управляющие и были заменены на тех, кто пришёл на буэнос-айресских штыках.

### Сантьяго-дель-Эстеро и Тукуман
В начале 1860 года после сражения при Сепеде губернатор провинции Сантьяго-дель-Эстеро Педро Рамон Алькорта попытался избавиться от влияния братьев Табоада, приведших его к власти. Он попытался восстановить единство законодательного собрания провинции и привлечь его на свою сторону, но братья Табоада собрали верную им милицию и разгромили Алькорту, который бежал в провинцию Тукуман и запросил вмешательства правительства Конфедерации. Однако ни Уркиса, ни сменивший его Дерки не поспешили ему на помощь. Тем временем Законодательное собрание неполным составом избрало губернатором Педро Гальо.
После неудачной попытки вторжения тукуманского губернатора Салустьяно Савалиа президент Дерки приказал осуществить вторжение генералу Октавиано Наварро, который в свою очередь вынудил Савалию помочь ему. Однако священник Дель Кампо сверг его и заменил на давнего унитариста Беньямина Вильяфанье.
В 1861 году, когда должно было состояться сражение при Павоне, Наварро вторгся в Тукуман и, при поддержке сальтского полковника Анисето Латорре и бывшего тукуманского главы Селедонио Гутьерреса, разбил Дель Кампо в сражении при Манатьяле. Узнав о победе федералистов при Павоне, Наварро повёл свои войска в провинцию Сантьяго-дель-Эстеро, вынудив братьев Табоада эвакуировать столицу провинции. Однако затем пришли вести о наступлении Митре: отступление Уркисы превратило победу при Павоне в поражение.
Наварро быстро отступил в Катамарку. Табоада бросился в Тукуман, где 17 декабря разгромил Гутьерреса в сражении при Сеибале и поставил во главе провинции Дель Кампо. Федералисты Тукумана запросили помощи у командующего армией провинции Ла-Риоха — генерала Анхеля Висенте Пеньялосы по прозвищу «Чачо». Тот обосновался в Катамарке и предложил себя в качестве посредника между враждующими сторонами, с чем Антонио Табоада согласился, однако в то же время проинформировал Митре, что сделал это лишь для того, чтобы выиграть время, а на самом деле намерен изгнать федералистов из всех провинций. На самом деле Табоада, как только смог собрать достаточно сил, помог Дель Кампо вторгнуться в провинцию Сальта, что привело к отставке губернатора-федералиста Хосе Марии Тодда. Затем он атаковал Пеньялосу, разгромив его 10 декабря в сражении у реки Колорадо в южной части провинции Тукуман. После этого он немедленно направил в провинцию Катамарка Ансельмо Рохо, который вынудил губернатора-федералиста уйти в отставку и поставил на его место Моисеса Омиля.

### Сопротивление «Чачо» Пеньялосы
Пеньялоса отступил в провинцию Ла-Риоха, где губернатор решил заключить мир с Буэнос-Айресом, заявив, что «не имеет отношения к тем актам вандализма, которые дон Анхель Висенте Пеньялоса совершил в провинциях Тукуман и Сантьяго-дель-Эстеро». Одновременно с этим в провинцию вступили полковники Игнасио Ривас, Амбросио Сандес и Хосе Мигель Арредондо. Пеньялоса решил не позволить разоружить провинцию, и федералисты приготовились к отражению вторжения.
«Чачо» занял столицу провинции, но потом отступил на юг, где кавалерия Сандеса разгромила его в двух сражениях; все пленённые офицеры были казнены. В окрестностях столицы провинции федералисты также потерпели поражение. Тогда «Чачо» открыл новый фронт: он вторгся в провинцию Сан-Луис, где объединился с Хуаном Грегорио Пуэблой и Фруктуосо Онтиверосом, и они вместе взяли в осаду столицу провинции. Хотя он и не смог захватить её, он заключил перемирие, которое могло послужить основой для последующих мирных переговоров. После возвращения в Льянос Пеньялоса опять потерпел поражение, но в конце мая 1862 года он подписал с Ривасом Договор в Ла-Бандерита, в соответствии с которым федералисты признавали новоизбранного президента Митре.
Новый губернатор провинции Ла-Риоха Франсиско Солано Гомес, хотя и был из унитаристов, но был окружён друзьями местных каудильо, и назначил командующим вооружёнными силами Фелипе Варелу, поэтому он не смог разоружить Пеньялосу и его людей.
В последующие месяцы формального мира начались преследования тех, кого власти считали федералистами и некоторые из них были арестованы.

### Поражение «Чачо»
В связи с ростом репрессий властей, федералисты вновь взялись за оружие: в марте федералисты в провинции Сан-Луис атаковали правительство и распространили свою деятельность на долину Трасласьерра в провинции Кордова. В то же время Варела атаковал провинцию Катамарка, а полковник Клаверо вторгся в провинцию Мендоса. В конце марта к восстанию присоединился и Пеньялоса. Призыв к восстанию был сделан от имени Уркисы, на чью помощь рассчитывали федералисты. Однако Уркиса публично хранил молчание, а частным образом высказывался против восставших.
Провинция Ла-Риоха была атакована одновременно с территории провинции Сан-Хуан (где Сармьенто получил звание «главнокомандующего») и с севера (войсками под командованием Арредондо, которые ему выделил Табоада). Митре объявил своих противников вне закона, разрешив убивать их на месте без суда и следствия.
Эта война стала серией поражений Пеньялосы, но широкая народная поддержка позволила ему продолжать сопротивление. По призыву местных федералистов он вторгся в провинцию Кордова. В столице провинции Симон Луэнго сверг губернатора, и принял Пеньялосу с почётом.
Генерал Венсеслао Паунеро сошёлся со всеми силами, вторгшимися в провинцию Ла-Риоха, 20 июня 1863 года в сражении при Лас-Плаяс и полностью разбил ополчение федералистов. Вновь попавшие в плен офицеры были расстреляны, а солдаты подверглись различным истязаниям.
Пеньялоса бежал в Кордильеры. Его противники думали, что он отправится в изгнание, но он ушёл на юг и 30 октября атаковал Каусете вблизи столицы провинции Сан-Луис, но был отбит Пабло Иррасабалем. Несколько дней спустя его армия была полностью уничтожена Арредондо. Сам «Чачо» нашёл убежище в доме старого друга в Ольте, оставшись совсем один. Там его арестовал майор Рикардо Вера. Вера отрубил голову Пеньялосы, насадил её на пику и выставил на центральной площади Ольты.
В провинции Сан-Луис братья Онтиверос также потерпели полное поражение; один из них был убит в бою, а второй скрылся среди индейцев. Пуэбла — последний из санлуисских каудильо — присоединился к индейцам и атаковал Вилья-Мерседес, но был убит в бою.
В провинции Ла-Риоха после краткого правления Мануэля Висенте Бустоса к власти пришёл Хулио Кампос — выходец из Буэнос-Айреса, не имевший никаких связей в провинции и опирающийся лишь на силу оружия. Сопротивление Ла-Риохи было подавлено, и её жители подчинились власти Буэнос-Айреса в обмен на мирную жизнь.
После окончания гражданской войны аргентинское правительство поспособствовало Венасио Флоресу в его «освободительном походе 1863 года» в Уругвае. Результатом этого стали Уругвайская война и последовавшая за ней Парагвайская война.

## Восстание «Колорадос» и кампании Фелипе Варелы

### Начало
Участие в непопулярной войне против Парагвая стало большой нагрузкой на аргентинские провинции. Унизительное поражение в битве при Курупайти сильно снизило престиж президента Митре. Казалось, что этой войне не будет конца. 11 ноября 1866 года в Мендосе восстали войска, подготовленные к отправке на фронт. Восставших поддержали местная полиция и тюремные охранники, и они освободили из тюрьмы своих товарищей, среди которых было много федералистов. Правительство провинции было объявлено низложенным, и в губернаторское кресло сел Карлос Хуан Родригес, заявивший, что попытается остановить войну с Парагваем.
В сражении при Лухан-де-Куйо федералисты разгромили полковника Пабло Иррасабаля (того самого, что пятью годами ранее убил Пеньялосу), а при Ла-Ринконаде — Хулио Кампоса (губернатора провинции Ла-Риоха). Генерал Хуан Саа вернулся из Чили, организовал дивизию и вторгся с ней в провинцию Сан-Луис, разбив полковника Хосе Мигеля Арредондо при Пампа-дель-Портесуэло; в губернаторское кресло сел его брат Фелипе Саа. В провинции Сан-Хуан губернатором стал Хуан де Диос Видела, в провинции Ла-Риоха у руля также встали федералисты.
Одновременно с этим из Чили во главе небольшой дивизии прибыл полковник Фелипе Варела и, заняв западную часть провинции Ла-Риоха, организовал вторжение в провинцию Катамарка, где у него были сторонники. В итоге они все обратились за помощью к бывшему президенту Уркисе, номинально всё ещё возглавлявшему Федеральную партию, но тот проигнорировал просьбу.

### Реакция правительства Митре
Президент Митре срочно выдвинулся в Росарио, сняв несколько подразделений с парагвайского фронта. Приказав генералу Антонино Табоаде наступать на провинцию Ла-Риоха из Сантьяго-дель-Эстеро, он передал войска под командование генерала Венсеслао Паунеро, который отправился в провинцию Сан-Луис, отдав командование авангардом полковнику Арредондо.
Не дожидаясь своего начальника, Арредондо сошёлся 1 апреля 1867 года с силами Саа в сражении при Сан-Игнасио на реке Рио-Кинто. Федералисты были в шаге от победы, однако решительные действия пехоты Луиса Марии Кампоса, а также превосходство в дисциплине и вооружении у войск центрального правительства дало им победу. Федералисты были рассеяны, и большинство их бежало в Чили, в то время как войска центрального правительства оккупировали Сан-Луис, Мендосу и Сан-Хуан.
Табоада, в свою очередь, занял город Ла-Риоха. Новости об этом достигли Варелы, когда он во главе огромной армии в 5 тысяч человек вторгся в провинцию Катамарка. Он совершил большую ошибку, решив вернуться в провинцию Ла-Риоха, чтобы не оставлять врага за спиной: в пустынной местности ключевую роль играло водоснабжение, и нехватка воды вынудила его вступить 10 апреля в невыгодных условиях в сражение при Посо-де-Варгас. Несмотря на численное превосходство, он был наголову разбит Табоадой.

### Последние кампании Варелы
Варела отступил в западную часть провинции Ла-Риоха, но отказался бежать в Чили. Ещё несколько месяцев он продолжал сопротивление в провинции Ла-Риоха, и постоянно совершал набеги на западные части провинций Катамарка и Кордова. Разбив Арредонто и полковника Линареса, он на короткое время занял столицу провинции, но был вынужден её оставить.
В апреле разразилось восстание в южной части провинции Сальта: восстали войска в Ла-канделарии и Сан-Хосе-де-Метане. Во главе с генералом Анисето Латорре они двинулись на Чикоану, но были разбиты в сражении при Эль-Баньядо.
Варела перешёл в западную часть провинции Катамарка, откуда двинулся в долину Кальчаки. В октябре 1867 года он на короткое время осадил город Сальта, затем — Сан-Сальвадор-де-Жужуй, и в итоге отправился в изгнание в Боливию.
Матео Луке — губернатор провинции Кордова — был федералистом, но не поддержал восстания. Полковник Симон Луэнго вынудил его сделать это, возглавив правительство в его отсутствие, но Луке позволил армии расправиться с Луэнго и его сторонниками. Президент Митре всё равно вторгся в провинцию, и ликвидировал Федеральную партию в Кордове.
В январе 1869 года Варела устроил ещё одно восстание, но потерпел поражение в Пуне. Так провалилась последняя попытка возродить Федеральную партию во внутренних частях страны. Сопротивление федералистов продолжалось в горной местности в Куйо и Ла-Риохе ещё два-три года, но это уже был просто бандитизм на местном уровне: такие лидеры, как Сантос Гуаяма или Мартина Чапанай были не в состоянии собрать армии, и могли лишь организовывать мелкие нападения.

## Конец федерализма в приморской части страны: восстание Лопеса Хордана
Поражение Федеральной партии не было полным: благодаря тому, что генерал Уркиса признал падение Конфедерации после сражения при Павоне, он смог остаться губернатором провинции Энтре-Риос, не подчиняющимся влиянию Буэнос-Айреса.

### Падение федералистов в провинции Корриентес
На короткое время в провинции Корриентес установилось правление федералистов, когда генерал Касерес сделал губернатором Эваристо Лопеса. Либералы не признали поражения, и 27 мая 1868 года Лопес был свергнут в результате восстания во главе с Венсеслао Мартинесом. Если столица провинции приняла правительство под управлением Викторио Торрента, то Касерес отказался его признавать, и продолжил контролировать центральную и южную части провинции, разгромив 31 июля силы Раймундо Регеры в сражении при Арройо-Гарай.
Однако центральное правительство, признав тех, кто пришёл к власти в результате восстания, отправило им на помощь часть войск из числа сил, сражавшихся в Парагвае. Под давлением войск под командованием Эмилио Митре и Хулио де Ведия Касерес был вынужден отступить в провинцию Энтре-Риос.

### Убийство Уркисы
Некоторым лидерам федералистов в Энтре-Риос не нравилась поддержка, оказываемая Уркисой центральному правительству во время войны в Парагвае, а также его бездействие во время восстаний «Чачо» Пеньялосы и Фелипе Варелы. Среди недовольных был и генерал Рикардо Рамон Лопес Хордан (сын Хосе Рикардо Лопеса Хордана). 11 апреля 1870 года, вскоре после окончания Парагвайской войны, Лопес Хордан поднял восстание против Уркисы. Оно началось с нападения на резиденцию Уркисы, в результате которого бывший президент был убит. Три дня спустя Законодательное собрание провинции избрало Лопеса Хордана губернатором.
Когда президент Сармьенто отправил в Энтре-Риос армию, состоящую из ветеранов Парагвайской войны, то губернатор запретил её проход через провинцию, а когда 19 апреля она всё-таки высадилась, то губернатор объявил, что находится в состоянии войны с центральным правительством. Национальный конгресс дал исполнительной власти поручение вторгнуться в провинцию для подавления мятежа лишь 10 августа, когда боевые действия шли уже три месяца.

### Война Хордана в 1870 и 1871 годах
Генерал Эмилио Митре высадился в Гуалегуайчу, Игнасио Ривас двинулся на север вдоль реки Уругвай, Эмилия Конеса занял город Парана, а Хуан Андрес Хелли-и-Обес вторгся из провинции Корриентес. Войска провинции Энтре-Риос, которые превосходили в численности армию центрального правительства и были более мобильными из-за превосходства в кавалерии, одержали ряд мелких побед. Однако войска центрального правительства, имея превосходство в вооружении и качестве управления, заняли города и старались навязать крупномасштабное сражение, которое дало бы им решающую победу.
20 мая Конеса разгромил Лопеса Хордана в сражении при Эль-Саусе, не дав губернатору занять город Парана. Это было первое в истории Аргентины сражение с применением пулемётов.
12 июля войска Лопеса Хордана атаковали и заняли столицу провинции Энтре-Риос — город Консепсьон-дель-Уругвай — однако были вынуждены быстро его оставить. Вскоре Лопес Хордан оставил города, и удалился в леса и горы, а Ривас продолжил наступление. После ряда боёв с различными результатами Ривас одержал 12 октября кровавую победу при Санта-Роса-де-Вильягуай.
Лопес Хордан попытался открыть новый фронт, и вторгся в провинцию Корриентес при поддержке местных федералистов, однако 26 января 1871 года губернатор Сантьяго Байбьене полностью разгромил его в сражении при Ньяэмбе. Генерал вернулся в северную часть провинции Энтре-Риос, однако новые поражения вынудили его силы рассеяться по провинции. Сам он бежал в Уругвай, а в конце февраля перебрался в Бразилию.

### Вторая кампания Лопеса Хордана
Центральное правительство организовало выборы без участия кандидатов от федералистов. Губернатор Эмилио Дупорталь и его преемник Леонидас Эчагуэ убрали федералистов со всех публичных постов, включая священников и школьных учителей. Провинция Энтре-Риос, спасённая от эксцессов после сражения при Павоне, была глубоко унижена.
Федералисты Энтре-Риоса обратились за помощью к Лопесу Хордану, который пересёк реку Уругвай в мае 1873 года. Уже через два дня он контролировал всю провинцию за исключением городов Парана, Гуалегайчу и Консепсьон-дель-Уругвай. Он собрал ещё большую армию, насчитывавшую порядка 16 тысяч человек, в которой на этот раз хватало пехоты и артиллерии.
Сармьенто ввёл военное положение в провинциях Энтре-Риос, Санта-Фе и Корриентес. Во главе сил вторжения был поставлен военный министр, полковник Мартин де Гаинса. Силы вторжения были сведены в три дивизии под командованием генерала Хулио де Ведиа и полковников Луиса Марии Кампоса и Хуана Аялы.
Вновь прошли сражения по всей территории провинции, в которых побеждали войска центрального правительства. 9 декабря Лопес был разгромлен Гаинсой и Ведией в сражении при Дон-Гонсало. Генерал Франсиско Карабальо, поставленный во главе остатков сторонников Хордана, был разбит в сражении при Пуэнте-де-Ногоя. На Рождество Лопес Хордан опять покинул провинцию, отправляясь в изгнание в Уругвай.

### Последняя попытка
Несмотря на поражение, Лопес Хордан и ряд его сторонников предприняли ещё одну попытку, вернувшись в провинцию 25 ноября 1876 года, но на этот раз с ними было всего 800 человек. Лопес Хордан был разбит в сражении при Альпарасито вблизи Ла-Паса и взят в плен. Он провёл в тюрьме более трёх лет, и в конце концов сумел бежать в Уругвай. Больше он никогда не возвращался в провинцию, а когда в 1888 году прибыл в Буэнос-Айрес, то был убит.
Так завершилось последнее восстание федералистов в Аргентине. Федеральная партия была полностью разгромлена. Ряд её бывших последователей впоследствии присоединилось к Национальной Автономистской партии, привнеся в неё часть своих идеалов, но со временем её лидеры склонились к консервативному либерализму.

## Гражданские войны сторонников Митре в 1870-е
Окончательное поражение федералистов не означало конца гражданских войн. Старая партия унитаристов сохранилась в качестве сторонников бывшего президента Бартоломе Митре, и могла пойти в последний и решительный бой ради утверждения господства Буэнос-Айреса.

### Начало 1870-х
В провинции Корриентес после того, как завершился срок губернатора Сантьяго Байбьене (победителя при Ньяэмбе), новым губернатором был избран Агустин Педро Хусто. 5 января 1872 года полковник Валерио Инсауррайде поднял восстание в Курусу-Куатии. Байбьене был поставлен во главе войск в южной части провинции, и полковник Десидерио Соса воспользовался этим, чтобы 9 января свергнуть губернатора. Хусто был вынужден бежать в Буэнос-Айрес, и потребовал интервенции правительственных войск, но президент Сармьенто отказался пойти на это.
Соса сошёлся с Байбьене в паре небольших стычек, а 4 марта состоялось Сражение при Кампос-де-Акоста. Повстанцы одержали победу, но проигравшим было позволено покинуть провинцию. На последовавших затем выборах полную победу одержали автономисты.
В провинции Сантьяго-дель-Эстеро губернатор Мануэль Табоада передал в 1870 году управление Алехандро Сегундо Монтесу, который решил править без оглядки на Табоаду. Поэтому Табоада организовал восстание, которое в июне 1871 года сбросило Монтеса. Подразделение правительственных войск попыталось вернуть губернатора но, не имея поддержки, 22 июля 1871 года было разбито. В сентябре того же года Мануэль Табоада скончался, и его политику продолжили его брат Антонино (военный лидер сторонников Митре) и губернатор Абсалон Ибарра. На президентских выборах 1874 года выборщики от провинции Сантьяго-дель-Эстеро проголосовали за Митре, но он тогда проиграл Авельянеде.

### Восстание 1874 года
Начиная с 1862 года существовало две либеральных партии; одной из них являлась Автономистская партия, которая в 1868 году привела к власти Доминго Фаустино Сармьенто.
На выборах национальных депутатов 1874 года в Буэнос-Айресе торжествовала оппозиция, однако Законодательное собрание отменило результаты (обычная практика в то время) и отдало победу Автономистской партии. На президентских выборах, состоявшихся 12 апреля, оппоненты получили голоса лишь в провинциях Буэнос-Айрес, Сан-Хуан и Сантьяго-дель-Эстеро, и президентом был объявлен автономистский кандидат Николас Авельянеда.
Дождавшись результатов президентских выборов, Палата депутатов 18 июля одобрила итоги выборов в Буэнос-Айресе; Митре был обвинён в организации заговора. В качестве предварительных мер Сармьенто убрал наиболее вовлечённых людей с военных постов, однако моряк Эрасмо Облигадо отказался подчиниться, поднял 23 сентября восстание, и вывез Митре сначала в Монтевидео, а затем — в южную часть провинции Буэнос-Айрес.
Военные вожди повстанцев — генералы Игнасио Ривас и Хуан Андрес Хелли-и-Обес, и полковники Хулиан Мурга и Франсиско Борхес — также отправились в южную часть провинции собирать войска. В итоге под их командованием собралось 5 тысяч плохо вооружённых людей — в основном кавалеристов. Правительственные войска под командованием генералов Мартина де Гаинсы и Хулио де Ведии, и полковников Хулио Кампо и Луиса Марии Кампо потерпели ряд небольших поражений. 26 октября Митре взял командование повстанческой армией на себя; Облигадо был вынужден сдаться.
Генерал Хосе Мигель Арредондо, подняв восстание на южных границах провинции Кордова, занял столицу провинции, где получил снабжение и увеличил свои силы. Оттуда он вернулся на юг чтобы постараться присоединиться к Митре.
Полковник Хулио Архентино Рока разместил свои войска между двумя армиями сторонников Митре, поэтому Арредондо отправился в провинцию Мендоса, и 29 октября разгромил местную милицию в первом сражении при Санта-Росе. Он вынудил губернаторов провинций Мендоса и Сан-Хуан уйти в отставку, и заменил их сторонниками Митре.
В провинции Буэнос-Айрес Митре повёл свою армию на север, рассчитывая соединиться с войсками Арредондо. По пути он наткнулся на небольшие силы под командованием полковника Хосе Иносенсио Ариаса. В последовавшем 26 ноября сражении при Ла-Верде кавалерия повстанцев потерпела полное поражение от отлично вооружённой пехоты, находящейся на хорошей позиции под хорошим командованием. 3 декабря Митре сдался в Хунине.
Арредондо закрепился на месте своей победы при Санта-Росе и стал ждать там подхода Роки. Однако тот окружил его, и 7 декабря разгромил во втором сражении при Санта-Росе.
Митре, Арредондо и их офицеры были арестованы, предстали перед военным судом и были изгнаны из армии. Авельянеда был признан президентом.

### Провинции Корриентес и Жужуй в 1874 году
Когда разразилось восстание сторонников Митре, в Каа-Кати произошло небольшое выступление либералов, которое было легко подавлено. Однако полковник Пласидо Мартинес восстал в Гойе, и к нему присоединилась местная милиция. Из Чако пришли подразделения правительственной армии под командованием полковника Мануэля Облигадо, которые стали преследовать Мартинеса по всей провинции. Тот сначала ушёл к северным границам провинции, а затем вдоль реки Уругвай дошёл до Монте-Касероса. Там он узнал о разгроме и капитуляции Митре, после чего пересёк реку Уругвай и удалился в изгнание.
Вне связи с восстаниями либералов, в провинции Жужуй восстали индейцы, недовольные приватизацией их общинных земель; центром восстания стало селение Кочинока. Поначалу они отразили атаку войск губернатора Хосе Марии Альвареса Прадо, но в январе 1875 года он атаковал Кочиноку вновь, перебив индейцев в сражении при Керре. Регион перешёл под контроль правительства, и приватизация земель состоялась, хотя и не в полностью запланированном объёме.

### Неудачи и упорство сторонников Митре
Антонино Табоада пообещал поддержать сторонников Митре, однако впоследствии не стал этого делать — именно поэтому генералу Хосе Мигелю Арредондо пришлось после оккупации столицы провинции Кордова вернуться в провинцию Мендоса, где он был разбит. Однако Авельянеда не желал, чтобы его власть на севере страны зависела от воли Табоады, и в декабре он вынудил Абсалома Ибарру уйти в отставку.
В марте 1875 года прибытие двух батальонов правительственных войск ускорило восстание лидеров оппозиции, поддержанное значительной частью населения. Подавление восстания было очень кровавым, и завершилось в июне; Антонино Табоада удалился в изгнание в провинцию Сальта.
В те же дни возник союз между автономистами и сторонниками Митре в провинции Буэнос-Айрес, однако либералы других провинция жаловались на то, что на прочие провинции этот союз не распространяется. В некоторых из них возникли заговоры.
Самый серьёзный случай имел место в провинции Санта-Фе, где бывший губернатор Патрисио Кульен, поддержанный бывшим губернатором и лидером либералов Никасио Ороньо, поднял восстание, поддержанное исключительно иностранными колонистами в северной части провинции и наёмниками из швейцарских колоний Эльвесия и Эсперанса. Часть из них проникла в столицу провинции, но не смогла занять здание правительства. 29 марта 1877 года Кульен потерпел поражение в сражении при Лос-Качос в районе Каясты и был убит.
В следующем году, в начале второго срока губернатора-автономиста Симона де Ириондо, в провинции было ещё несколько восстаний либералов, но со временем либерализм в провинции Санта-Фе смирился со своим поражением.
Когда 16 ноября 1877 года состоялись выборы в провинции Корриентес, либералы отказались в них участвовать и организовали в тот же день свои собственные пункты голосования, на которых, естественно, одержали победу. В результате было избрано два законодательных собрания и два губернатора: либерал Фелипе Кабраль и автономист Мануэль Дерки. Управление провинцией перешло в руки Дерки, в то время как Кабраль потребовал вмешательства центральных властей.
Либералы, возглавляемые Хуаном Эстебаном Мартинесом, подняли восстание. 19 февраля 1878 года полковник-либерал Раймундо Регера разгромил в сражении при Ифране автономиста Валерио Инсаурральде, а вскоре после этого одержал вторую победу при Ятае. Либералы взяли под контроль юго-западную часть провинции и создали временное правительство. Президент отправил в качестве посредника от федеральных властей Хосе Иносенсио Ариаса. Тот заключил секретное соглашение с либералами Корриентеса и передал им оружие, благодаря которому они 30 июля смогли занять столицу провинции. После нескольких мелких стычек Дерки покинул провинцию.

## Буэнос-Айресское восстание 1880 года
В 1880 году вопрос о столице страны оставался всё в том же состоянии, как и после сражения при Павоне: общенациональное правительство было «гостем» в столице провинции Буэнос-Айрес, не имея никакой власти над городом.
После поражения в восстании 1874 года и нескольких лет преследований сторонники Митре были прощены и присоединились к «согласию партий». В 1876 году губернатором провинции Буэнос-Айрес стал Карлос Техедор — видный автономист и сторонник Митре.
Авельянеда решил завершить свой срок большим успехом: законом, объявляющим город Буэнос-Айрес столицей страны (это было записано в Конституции, но никогда не исполнялось на практике).

### Последняя гражданская война
В ответ на президентский указ Техедор объявил мобилизацию и формирование милиции для обучения горожан обращению с оружием, игнорируя закон 1879 года, прямо запрещающий провинциям проводить мобилизацию милиции без прямого разрешения президента. Правительство провинции Буэнос-Айрес закупило большую партию оружия для своих ополченцев, а когда армейский офицер попытался перехватить судно, которое её перевозило — силы полковника Хосе Иносенсио Ариаса не дали ему этого сделать.
В связи с воинственными настроениями правительства провинции Буэнос-Айрес президент Авельянеда распорядился 4 июня 1880 года перевести федеральные власти в соседний населённый пункт Бельграно (ныне входит в состав Буэнос-Айреса), объявив его временным местом пребывания правительства. Туда переехали Сенат, Суд и часть Палаты депутатов.
Одновременно с этим президент распорядился о вводе в город нескольких подразделений национальной армии; правительство Буэнос-Айреса в ответ на это собрало в городе всю милицию провинции. Попытка остановить это сосредоточение не удалась: хотя 17 июня войска Буэнос-Айреса потерпели поражение в сражении при Оливейре, большинству из них всё же удалось войти в город.
20 июня федеральная армия начала атаку города. Хотя в кровавых сражениях при Пуэнте-Альсина, при Барракас и при Корралес-Вьехос буэнос-айресским войсками и удалось остановить продвижение противника, но они понесли огромный урон; стратегическая победа была на стороне правительства.
Техедор приказал Митре начать мирные переговоры, а сам 30 июня подал в отставку. Милиция провинции была немедленно разоружена. Конгресс распустил Законодательное собрание провинции, и взял управление провинцией на себя.

### Провинция Корриентес: последнее поле боя
Единственной провинцией, где у власти со времён восстания 1878 года оставалась либеральная партия Митре, была провинция Корриентес. 9 июня, когда ситуация в Буэнос-Айресе была на грани взрыва, делегаты Корриентеса подписали официальный союз с правительством провинции Буэнос-Айрес. Они предложили участие армии провинции, численностью в 10 тысяч человек (которую на самом деле было невозможно собрать); правительство Буэнос-Айреса со своей стороны обязалось предоставить 1000 винтовок со сто тысячами «выстрелов», четыре пушки Круппа и один миллион песо.
Несколько дней спустя силы провинции Корриентес вторглись в провинцию Энтре-Риос, атаковав несколько мелких гарнизонов. В ответ Авельянеда 3 июля отдал приказ о федеральном вмешательстве: в Корриентес был отправлен доктор Гойена, который прибыл туда 16 июля. Из Гойи он послал на столицу полковника Руфино Ортегу (который занял её 24 июля), и приказал генералу Хуану Аяле атаковать Курусу-Куатию.
Губернатор Фелипе Кабраль покинул город во главе воинского контингента, однако несколько дней спустя отправился в изгнание в Парагвай. Вице-губернатор Хуан Эстебан Мартинес отступил на северо-восток к границе Иберских болот. Силы полковника Ригеры рассеялись, частично присоединившись к Мартинесу, который во время своего марша дважды подвергся нападению: сначала у Такуара-Каренди, а 3 августа — возле Итусайнго, оба раза потерпев поражение от сил Руфино Ортеги.
Это были последние сражения гражданских войн в Аргентине. Впервые за 66 лет по всей стране установился прочный мир. Хотя впоследствии случались восстания и революции, но они не были гражданскими войнами, политические конфликты не имели ничего общего с теми, что разрешались силой оружия на поле боя с 1814 по 1880 годы.

### Федерализация Буэнос-Айреса
24 августа Авельянеда представил законопроект, одобренный Конгрессом 21 сентября, объявляющий Буэнос-Айрес столицей страны и ставящий его под прямой контроль федерального правительства. Законодательное собрание провинции Буэнос-Айрес не утвердило его, и тогда в провинции были проведены новые выборы, на которых торжествовала Национальная автономистская партия. После исторических дебатов между Хосе Эрнандесом, защищавшим постановку города под федеральный контроль, и Леандро Алемом, противостоявшим этой точке зрения (не потому, что он был буэносайресцем, а с точки зрения негативного эффекта на остальную часть страны), законопроект был в ноябре одобрен Законодательным собранием провинции Буэнос-Айрес.
Вскоре после этого новым президентом стал генерал Рока, который в декабре завершил процесс формирования федеральной столицы, напрямую управляемой федеральным правительством. Правительство провинции Буэнос-Айрес переехало в специально построенный новый город Ла-Плата.